# Жорсткий дорожній одяг

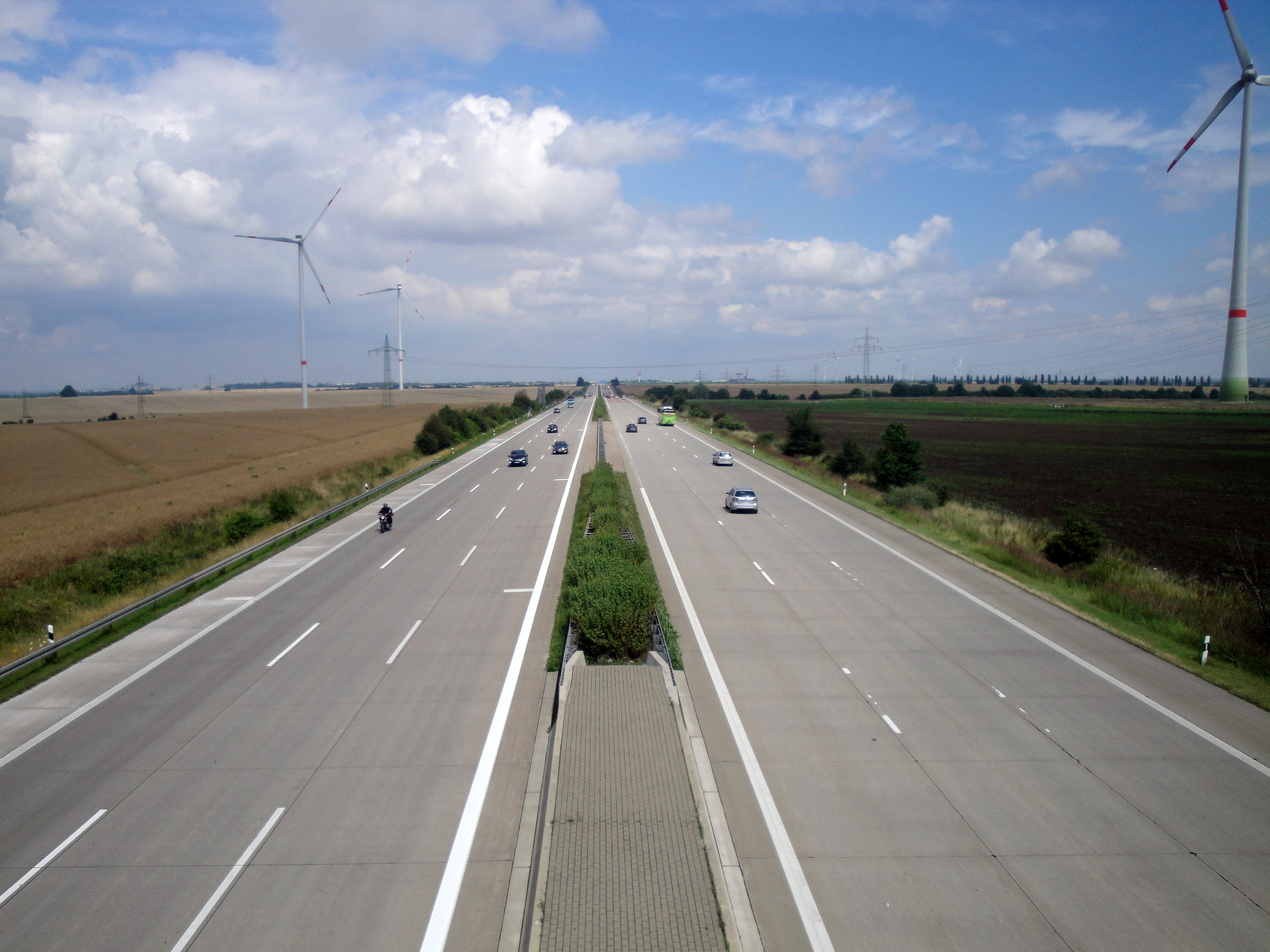
Цементобетонне покриття на автомагістралі A9 (Німеччина)

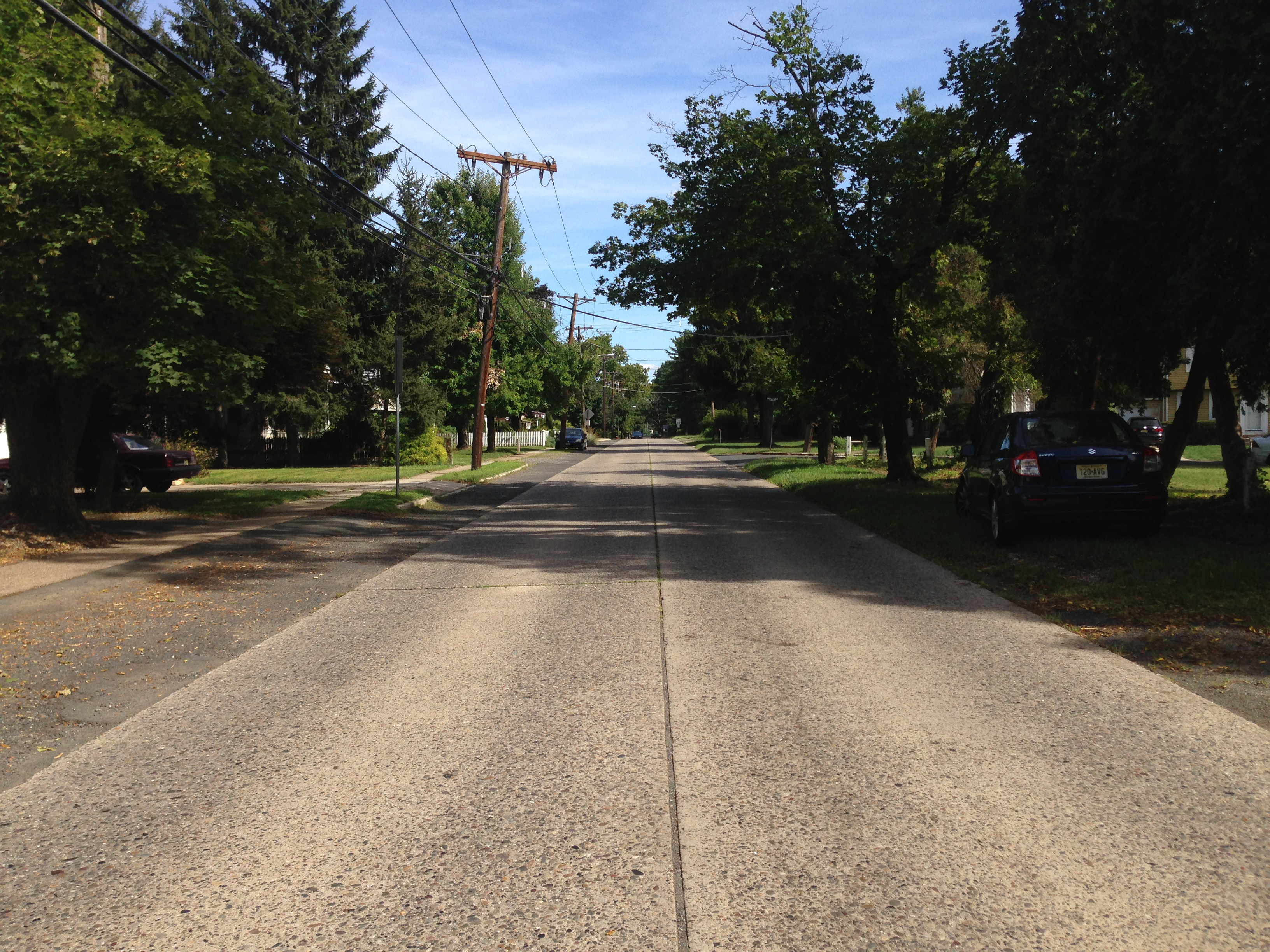
Цементобетонне покриття вулиці Stuyvesant в Юїнг Тауншип (Нью-Джерсі). Споруджене напочатку 1950-х років.

Жорстки́й доро́жній о́дяг (англ. Rigid pavement, нім. Die Betondecke) — тип дорожнього одягу, у якому один з шарів виконаний з монолітного чи збірного цементобетону або залізобетону.
Перші пробні ділянки доріг з цементобетонним покриттям з'явилися у 1890-х роках. Змінний успіх перших впроваджень та відсутність механізації спочатку стримували розповсюдження жорстких покрить. Проте, починаючи з 1910-х років, розвиток техніки, накопичення практичного досвіду, що відображалося у нових нормативних документах, та рекламна кампанія призвели до широкого визнання цементобетону в дорожньому будівництві.
При вищих початкових затратах на будівництво, цементобетонні покриття часто є вигіднішими завдяки довшому терміну служби та дешевшому обслуговуванню. Вища ціна є причиною того, що такі покриття влаштовують переважно на дорогах високих категорій. У США цементобетонне покриття мають 20 % усіх міжштатних доріг, в Німеччині — 30 % автобанів, в Україні лише близько 1 % доріг мають покриття з цементобетону.

## Визначення
Існують декілька визначень «жорсткого дорожнього одягу», які зафіксовані в нормативних документах різних країн. Попри деякі відмінності у трактуванні, спільним у всіх визначеннях є існування в дорожньому одязі шару з цементобетону. Будівельні норми України 2015 року визначають жорсткий дорожній одяг, як тип дорожнього одягу, «який має покриття із цементобетону монолітного та збірного на різних типах основ або асфальтобетонне на основі з цементобетону різної міцності». Український термінологічний стандарт на автомобільні дороги (ДСТУ Б А.1.1-100:2013) подає трохи інше означення, не прив'язане до матеріалу дорожнього одягу: «Дорожня конструкція, що містить шари, здатні працювати на розтягування, жорсткість і міцність яких практично не залежать від температури, вологості, тривалості дії навантаження і які зберігають суцільність протягом нормативного строку служби».
В інших країнах свої визначення. Так, в американській технічній літературі: «Конструкція, у якої верхній шар виконаний з бетону на основі гідравлічного в'яжучого — цементу, який вкладений на основу». Інша поширена назва — портландцементний бетон. Втім, з поширенням пуцоланових добавок, останній термін може не бути універсальним. Найбільш лаконічним є німецьке визначення: «Дорога, у якій верхній шар виконаний з бетону».

## Історія
У часи Римської імперії були споруджені перші дороги з покриттями на основі мінеральних в'яжучих, які частково збереглися до наших днів. Шари дорожнього одягу виконували з кам'яних матеріалів різної крупності, яка поступово зменшувалася від нижнього шару до верхнього. Кожен шар скріплювали мінеральним в'яжучим — вапняковим, або вапняково-пуцолановим. Верхній шар дороги був жорстким покриттям — сумішшю щебеню, гравію, піску, вапна і пуцолану.
У другій половині ХІХ століття були спроби створення бетонної «жорсткої» основи для інших типів дорожніх покриттів — з дерев'яних брусків, цегли, бруківки й т. ін. У 1900 році вже існували понад 109 різних рекомендацій та нормативів щодо використання портландцементу в конструкціях доріг. Окрім того, широко використовувався природний цемент, який отримували з вулканічного попелу, або дробленням кам'яних порід.
Більш прогресивним прикладом жорсткого дорожнього одягу була так звана конструкція «листовий асфальт» (англ. sheet asphalt). У ній шар цементобетону товщиною 100—150 мм слугував основою для верхнього шару асфальтобетонного покриття. Тобто, це був жорсткий дорожній одяг, але не цементобетонне покриття. Перші такі конструкції були споруджені 1858 року у Парижі і невдовзі — у Ньюарк (Нью-Джерсі), США).
Перше покриття з бетону на основі портландцементу споруджено 1866 року в Единбурзі (Велика Британія). Воно протрималося не довго і після появи кількох тріщин швидко розвалилося на шматки.

### США

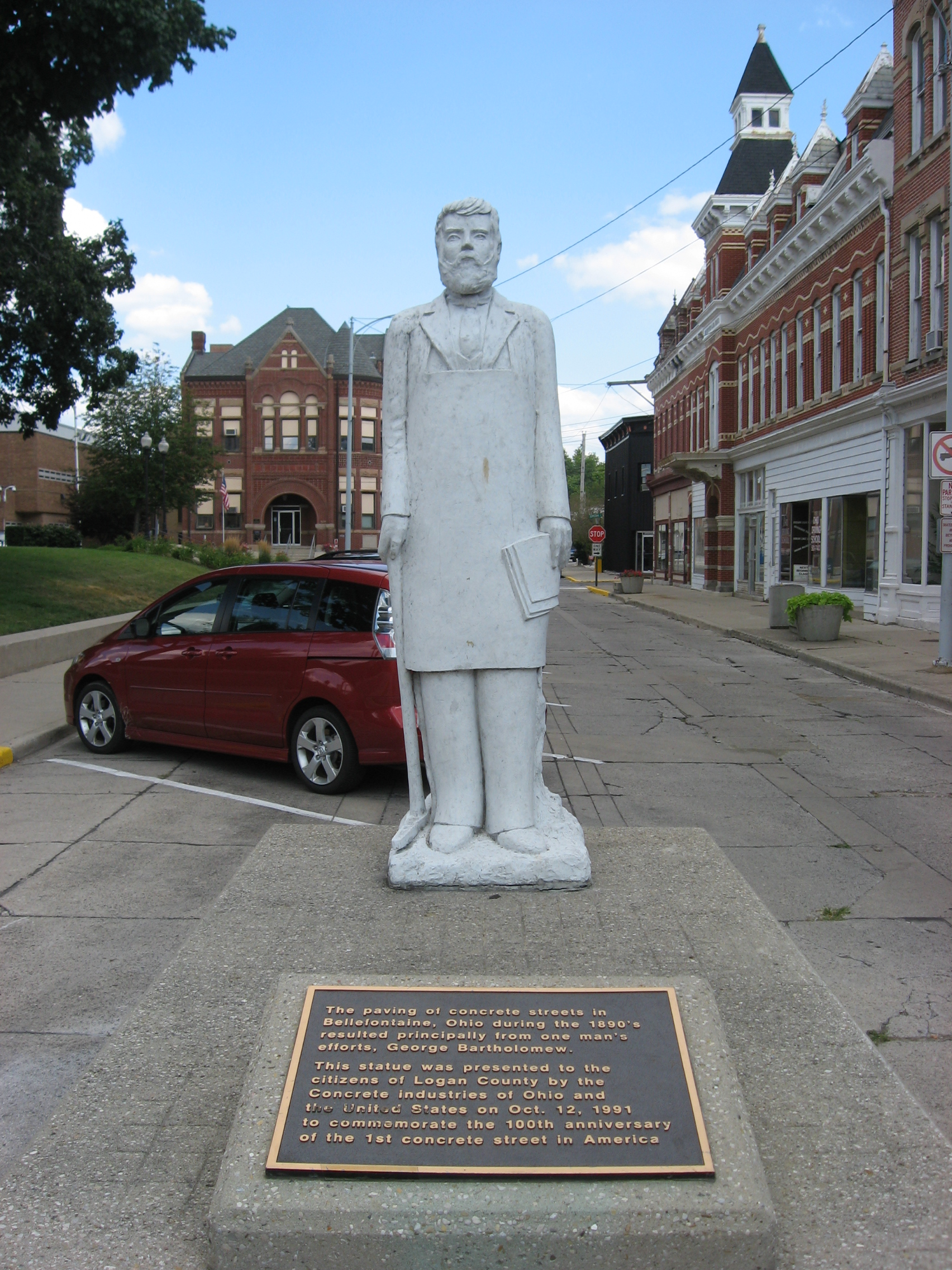
Пам'ятник Джорджу Бартоломео.
Праворуч — споруджена ним дорога в Бельфаунтен.

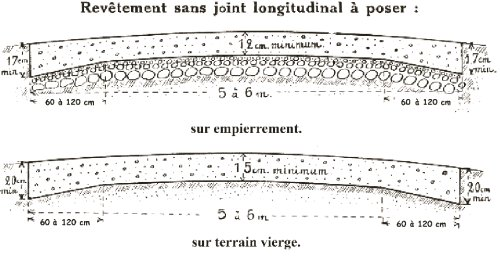
Поперечник бетонного покриття дороги з потовщеними краями. Бельгія, 1930.

#### Перші впровадження
У США перша бетонна дорога (3,0 м завширшки й 67,1 м завдовжки) була споруджена лише через 25 років (1891) у Бельфаунтен (Огайо) Джорджем Бартоломео. Стаття, присвячена 100-річчю дороги, описувала цей проєкт:
|  | 1891 року міська рада зробила перші поступи у впровадженні бетонного покриття, щоб подивитися, чи воно того варте. Міська рада дозволила залити бетон на малій смузі дороги — лише 8 футів (2,4 м) ширини вздовж балки, до якої припинали коней. Експеримент пройшов успішно, бетонна ділянка виявилася міцною, без болота і пилюки. Все ще скептично налаштовані члени міської ради здійснили наступний крок. Вони дозволили влаштувати бетонне покриття навколо будинку суду за умови, що Джордж Бартоломео надасть безплатно цемент і викупить облігацій на 5 тисяч доларів (150 тисяч у цінах 2021 року), що повинно бути заставою (гарантією) бетонного покриття на 5 років. Оригінальний текст (англ.) In 1891, the city council took the first steps in concrete paving to see if this new concept had any merit. It authorized the paving of a small section of a roadway: an 8-ft (2.5 m) strip next to the hitching posts. The experimental concrete pavement proved to be successful and provided a durable roadway free of mud and dust. Still skeptical about embracing this new concept of concrete pavement, the city council took an extremely conservative approach to its next step. It authorized the paving of the square around the courthouse, provided George Bartholomew was willing to donate the cement and post a $5000 bond that guaranteed the pavement would last 5 years. |

Окремі бетонні плити розміром 1,5×1,5 м вкладали двома шарами з різними пропорціями складників. Бетон для верхнього шару покриття з огляду на вимоги щодо міцності та морозостійкості замішували з водоцементним відношенням 0,45. Свіжовкладений бетон накривали шаром піску, який періодично зволожували протягом тижня. Назва матеріалу — бетон (англ. concrete) — тоді ще не була загальнопринятою, його частіше називали «штучний камінь» (англ. artifcial stone).
Попри недовірливі очікування більшості місцевих жителів, експеримент знову вдався та перевершив сподівання кількох найсміливіших оптимістів. Ця ділянка бетонної дороги служила понад 130 років. Бартоломео здобув першу премію на міжнародній виставці в Чикаго 1893 року, а інженер Джеймс Вандерс (англ. James Wonders), який проєктував покриття та здійснював технічний контроль, згодом обійняв посаду комісара доріг штату Огайо та дорожнього експерта у Бюро громадських робіт США.

#### Розвиток будівництва
Перше успішне будівництво цементобетонної дороги не завжди могли повторити в інших місцях. Наприклад, через три роки, у 1893 році бетон був укладений на вулиці South Fitzhugh в Рочестері. Дуже швидко покриття розтріскалося і згодом його перекрили шаром асфальтобетону.
Перші спроби використати цементобетон для покриття, а не для основи дорожнього одягу, сприймалися скептично. Професор, інженер та автор книг з будівництва Айра Осборн Бейкер (англ. Ira Osborn Baker) писав 1903 року: «Така конструкція дорожнього одягу навряд чи буде широко вживана, вважаючи на високу вартість і слизькість бетону у покритті та його високу вартість і ненадійність як основи». Вже через кілька років думка спеціалістів змінилася. Керівник лабораторії інституту асфальту (англ. Asphalt Institute) Превост Габбард (англ. Prevost Hubbard) у 1910 році зазначив: «Беручи до уваги моторний транспорт, дорога, побудована повністю з цементобетону, може у майбутньому бути найбільш задовільною та економічно вигідною конструкцією». Перша миля (1609 м) бетонної дороги була вкладена у Детройті у 1909 році.
Впровадження цементобетону для дорожніх покриттів, на відміну від інших галузей будівництва, відбувалося повільно. Одним зі стримуючих факторів була відсутність механізації приготування бетонних сумішей. Їх змішували вручну, і було дуже складно контролювати склад і якість суміші. Перші бетономішалки приводилися в рух руками робітників. Технологію вкладання бетону теж пристосовували до примітивної технології його приготування. Покриття було розділене на прямокутні ділянки стороною від 1,8 до 2,4 м — якраз на об'єм бетону одного замісу. Згодом, з удосконаленнями механізмів, ці розміри збільшували. З метою запобігання утворенню поздовжніх тріщин перші бетонні покриття робили товстішими по осі проїзної частини та трохи тоншими — по краях, але в середині 1930-х років від такої геометрії відмовилися. Натомість краї плит почали робити на 1 дюйм (25 мм) товстішими, ніж середню частину. Ця практика протрималася до середини 1960-х років.

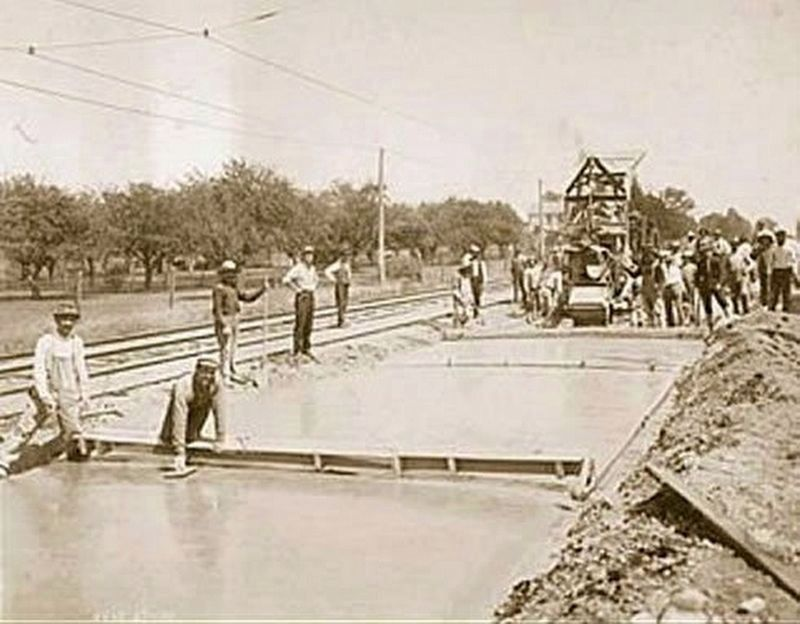
Спорудження бетонної дороги у Детройті (1909).

Америка, спочатку відстаючи від Європи, швидко її випередила у впровадженні бетонних доріг. 1917 року вперше були використані дюбеля для з'єднання бетонних плит у місцях стиків. Це привело до швидкої еволюції у формах і конфігураціях бетонних плит. Ще через кілька років американці запропонували армувальну сітку (англ. continuously reinforced concrete pavements — CRCP), яка дозволила зменшити товщину бетону на 20—50 мм і обмежити утворення тріщин. Подальше зменшення товщини бетонного покриття було неможливим через обмеження граничних прогинів під колесами автомобілів. Численні експерименти та вимірювання, опубліковані під егідою Бюро громадських доріг (англ. Bureau of Public Roads — BPR, тепер — Федеральна адміністрація автодоріг — FHA), дозволили створити перші науково обґрунтовані рекомендації щодо проєктування бетонних покриттів. Метод розрахунку бетонних покриттів отримав ім'я одного з чільних авторів рекомендацій — Вестергарда. Формули Вестергарда використовувалися і в Радянському Союзі.
Прогресувала також технологія приготування бетонних сумішей для доріг. У 1927 році майже всі виробники перейшли на дозування складників за вагою, а не за об'ємом, що дозволило різко підвищити однорідність і якість сумішей. Пропорції основних частин (вода, цемент, пісок та щебінь) майже не змінилися за останні 100 років, але різні добавки дозволили отримати якісніший і міцніший бетон навіть при трохи меншій кількості цементу у суміші. До 1951 року на кубічний ярд (0.765 m³) йшло від 6,5 до 8 мішків цементу (43 кг кожен), а з 1952 року — від 6 до 7 мішків. Зростали й об'єми одноразових замісів, що позитивно впливало на якість й однорідність сумішей. Напочатку 1960-х повністю відмовилися від приготування бетонних сумішей на дорозі. Натомість споруджували тимчасові або мобільні бетонні заводи й готові суміші доставляли на об'єкт самоскидами. Згодом популярності набули автобетонозмішувачі, що дозволили споруджувати бетонні заводи (точніше — дозувальні бази мінеральних матеріалів та цементу) у вигідніших місцях, значно далі від об'єктів будівництва.

#### «Розсадна миля»

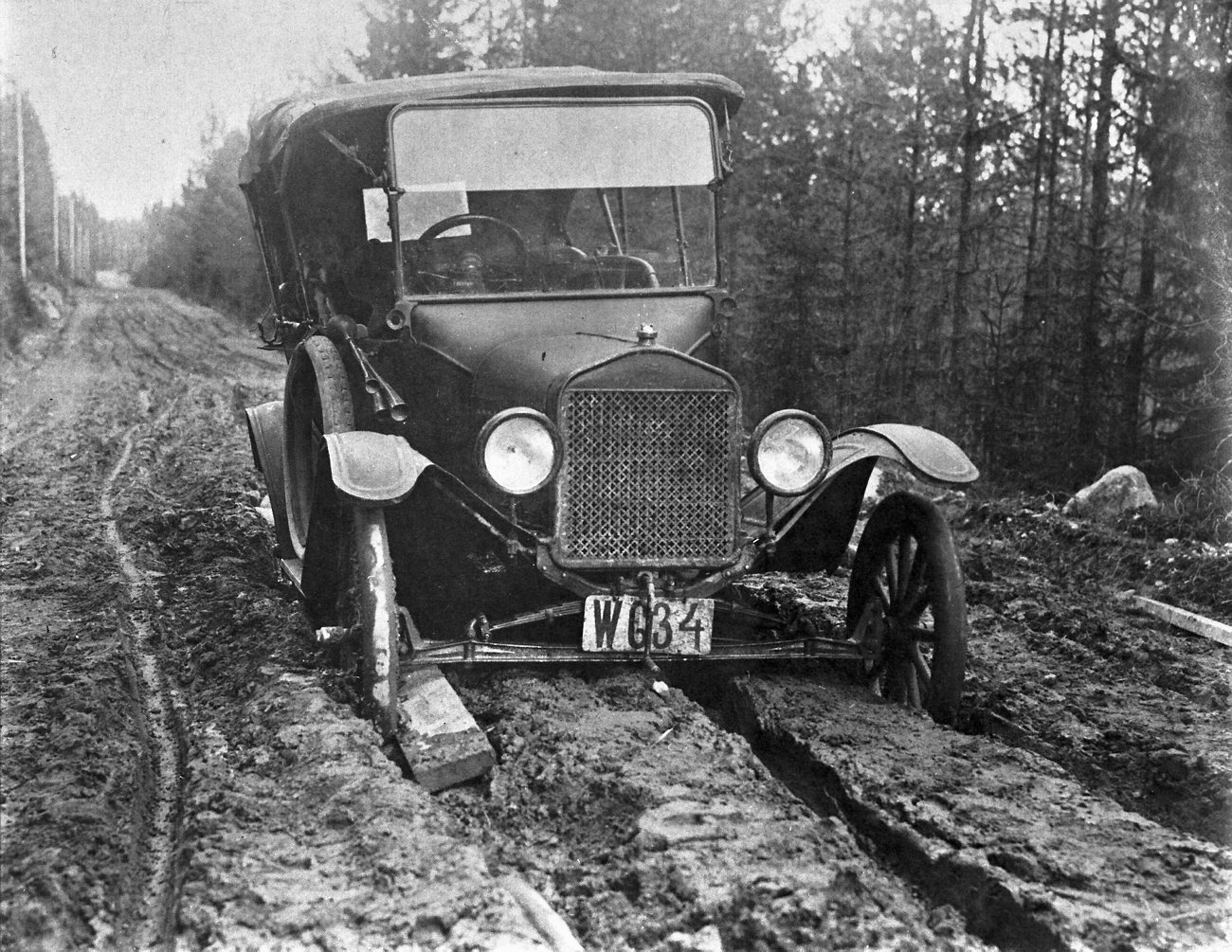
Звичайна позаміська дорога в США (1922).
Ford-T надійно застряг у багнюці.

Компанія Lincoln Highway Association (LHA), заснована 1913 року, поставила за мету з'єднати бетонною дорогою східне та західне узбережжя США — від Нью-Йорку до Сан-Франциско. Фінансів на такий грандіозний план бракувало, тому з рекламною метою споруджували окремі ділянки завдовжки 1-2 милі, «щоб продемонструвати бажаність цього типу дорожньої конструкції» і заручитися громадською підтримкою вимог до уряду США щодо державного фінансування. LHA переконала Асоціацію портландцементу (англ. Portland Cement Association — PCA) надати будівельні матеріали безплатно. Вже через рік у селищі Мальта (Іллінойс) споруджена перша «розсадна миля» (англ. Seedling Mile). До 1920 року у штатах Огайо, Іллінойс, Айова та Небраска існувало 10 ділянок «розсадних миль».
Справжньою метою створення ділянок було не полегшення життя мотористів, а демонстрація мізерності їхнього життя без добрих доріг. Програма передбачала будівництво бетонних ділянок не ближче, ніж шість миль від населених пунктів, у місцевості, яка була дуже складною для проїзду, особливо у сезон дощів. Ідея полягала в тому, щоб водій міг комфортно і зі швидкістю проїхати одну милю по бетонній дорозі та несподівано знову опинитися на ґрунтовій дорозі, у багнюці чи пилюці. Драматизм цього контрасту агітував за добрі дороги ліпше, ніж інші методи. Найвідомішим став інцидент 1922 року, коли після сильної зливи близько 500 автомобілів застрягли в багнюці між Айова-Сіті та Сідар-Рапідс (Айова) і ще сотні були заблоковані в заторах. Понад півтори тисячі футбольних вболівальників змушені були ночувати в автомобілях, шукати притулку у навколишніх фермах чи пішки пробиратися через поля до залізниці. Невдовзі після критичного освітлення цієї події у Чикаго Триб'юн урядом штату були випущені облігації для збирання коштів на будівництво доріг.
У 1919 адміністрація LHA заявила, що програма реклами бетонних доріг успішно завершена і «розсадні милі» більше споруджуватися не будуть:
|  | ... до весни цього року інтенсивний рух по хайвею Лінкольна до атлантичного узбережжя настільки переконливо продемонстрував переваги твердого покриття доріг, що виробники цементу вважають непотрібним далі жертвувати на подібні міссіонерські роботи. Водночас, LHA, бачучи, що результати спорудження розсадних миль настільки стали популярні і що бетонні дороги загалом сприйняті позитивно, теж вважає, що подальша подібна діяльність не є потрібною. Оригінальний текст (англ.) By the spring of that year the heavy traffic of munitions-laden trucks rolling over the Lincoln Highway to the Atlantic seaboard had so thoroughly demonstrated the value of hard-surfaced improved highways that the cement manufacturers felt it unnecessary to make further donations toward such missionary work. At the same time, the Lincoln Highway Association had seen the results of the seedling mile construction spread so far, and the value of the concrete road become so generally accepted, that it felt further activity of this character was not needed. |

#### «Ідеальна ділянка»
Після закінчення Першої світової війни LHA перенесла акцент від реклами бетонних доріг до вироблення та узаконення дорожніх стандартів. З цією метою за щедрої підтримки спонсорів — United States Rubber Company і Portland Cement Association — у 1921 році спорудили бетонну ділянку дороги поблизу Даєр (Індіана) (завдовжки 1,3 милі, або 2,1 км, завширшки 12 м). Покриття дороги виконали з 25 см армованого бетону, воно мало дренаж, було освітлене, опорядковане газонами обабіч, облаштоване пішохідними доріжками. Окрім того, було багато зроблено для зручності та безпеки руху — заокруглені повороти й перехрестя, встановлені дорожні знаки, заборонені підземні комунікації під дорогою, рекламні щити, брудні узбіччя, перетини із залізничними коліями.
Ділянка була широко розрекламована у фаховій та громадській пресі у США та за кордоном. Її відвідували числені офіційні делегації, а газетярі назвали її «ідеальна ділянка» (англ. Ideal Section) майбутнього. Вона зберігалася у доброму стані понад сто років.
Значний прогрес у продуктивності був здійснений напочатку 50-х років XX століття, коли ввійшли в серію машинні комплекси з ковзаючою опалубкою (1949) та перейшли до машинного нарізання швів, а не їх ручного формування (1950). Це дозволило вчетверо скоротити кількість працівників на укладанні бетонних покрить — зі 100 до 25, а швидкість спорудження довести до 1 км двосмугової дороги за зміну. Водночас час зміни в економіці західних країн зробили дешевшими будівельні матеріали та робочу силу. Дорожники почали відмовлятися від стовщень на краях бетонних плит і їхня товщина стала однаковою по всій ширині проїзної частини, що було зручніше для ковзаючих опалубок. Останні бетонні покриття з нерівномірною товщиною були споруджені в середині 1960-х років. З початком 1980-ї років усі шви бетонних покрить почали посилювати дюбелями.

### Канада

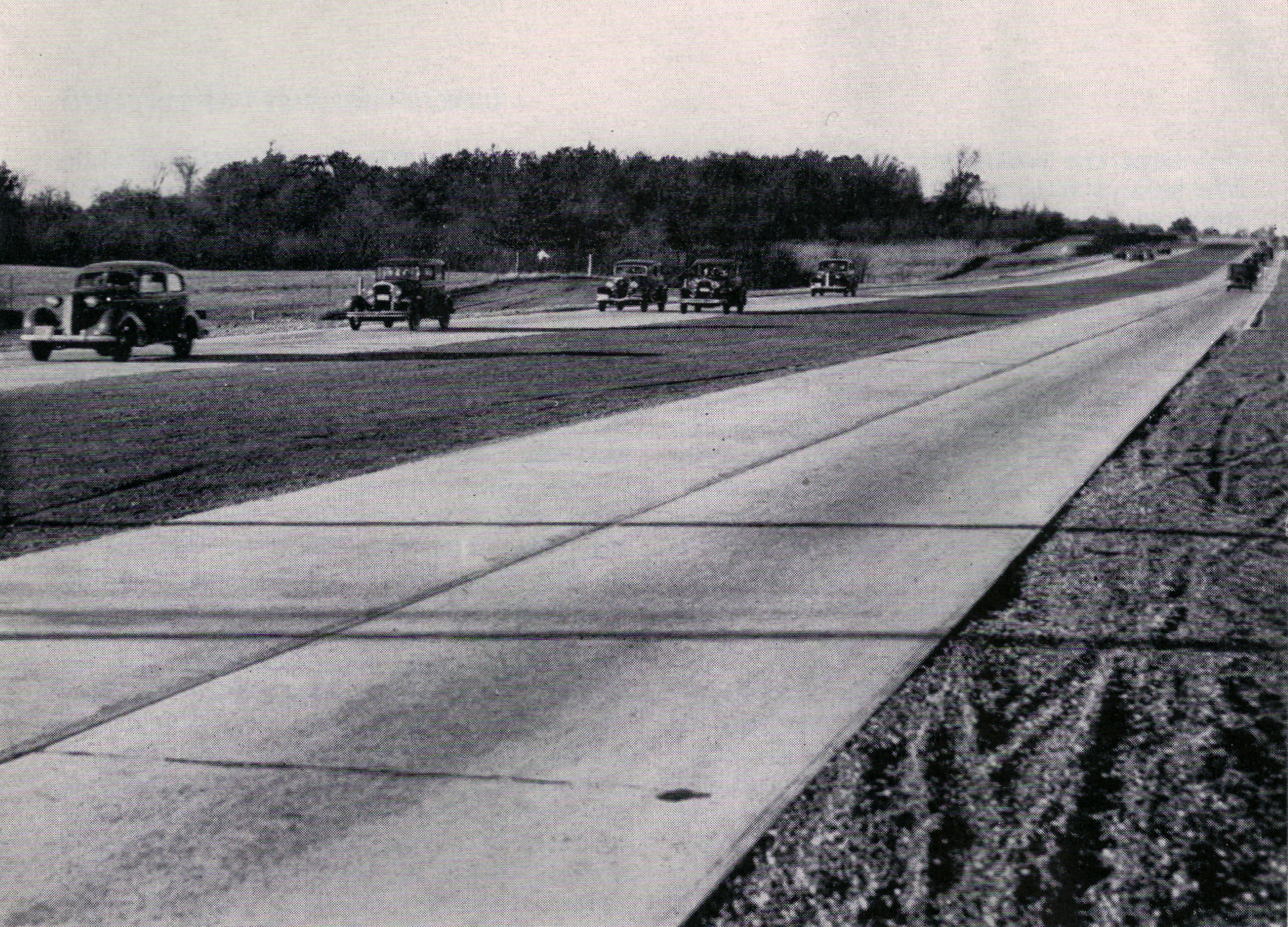
Такою була The Middle Road (QEW) у 1930-х роках

В Онтаріо, не створюючи рекламної кампанії для залучення коштів, у 1915 році завершили бетонне покриття на дорозі від Торонто до Гамільтона. Це була перша бетонна дорога в Онтаріо, завширшки 5,5 м (18 футів) і завдовжки 64 км, і водночас одна з найдовших міжміських бетонних доріг у світі. Спорудження здійснювалося зі значно меншим газетним та політичним галасом, ніж це відбувалося в США. Згодом, після череди реконструкцій, вона отримала асфальтобетонне покриття і була перейменована в Queen Elizabeth Way (QEW).

### Німеччина та Австрія
У Німеччині першу невелику ділянку спорудили 1888 року у Бреславі. Незабаром невеликі ділянки бетонних покрить вклали у Лейпцигу, Цвікау, Щецині. В Австрії — лише у 1904 році. До тридцятих років бетонні дороги в Німеччині були експериментальним будівництвом. Лише 1933 року вийшли рекомендації, а через рік — стандарти на бетонні дороги автомагістралей.
Перелом відбувся після приходу до влади Гітлера, який проголосив програму розвитку автомагістралей у Німеччині. У проміжку між 1934 та 1938 роками було споруджено майже 52,3 мільйона квадратних метрів бетонних доріг, що становило 90 % всіх автомагістралей.
У 2013 році близько 30 % автомагістралей в Німеччині мали бетонні покриття.
В Австрії перша бетонна дорога була споруджена у 1904 році. У провінції Каринтія збереглися у робочому стані 50 кілометрів бетонної дороги Mölltalroad, побудованої у 1956 році.

### Радянський Союз
У Російській імперії перші ділянки бетонних покриттів збудовані у Санкт-Петербурзі 1913 року. У третій п'ятирічці СРСР (1938—1942) були спроби побудувати дорожні покриття з бетону. Вони виявилися невдалими: бетонні плити товщиною 18—24 см, з'єднані металевими анкерами та вкладені на піщану або гравійну основу, не могли компенсувати неоднорідність земляного полотна і швидко руйнувалися.
Аж до 50-х років бетонні дороги споруджували лише як дослідні ділянки, у невеликих кількостях і з використанням зарубіжних бетоноукладачів. Широке впровадження бетонних доріг розпочалося після випуску першого радянського комплекту рейкових бетоноукладальних машин Д-1ХХ. У цих комплексах всі механізми рухалися по рейках, які одночасно слугували опалубкою для бетонного покриття. Точність виконання покриття залежала від точності нівелювання рейок та міцності основи під ними. У першому машинному комплекті швидко виявили багато недоліків і через шість років (1957) завод «Дормашина» (Миколаїв) почав серійно випускати новий комплекс машин Д-3ХХ. Практично відразу виявилося, що комплекс машин відстав від передових технологій, тому замість нарізчика швів у свіжоукладеному бетоні був терміново виготовлений примітивний нарізчик швів у затверділому бетоні Д-432 (1959 р.), який потрібно було рухати вручну.
Через кілька років завод почав випускати вдосконалену серію машин Д-5ХХ, але навіть нові моделі вже на стадії проєктування і виготовлення відставали від передовішої технології західних країн, які давно перейшли на безрейкові комплекти бетоноукладачів з ковзаючими опалубками. Нові комплекти машин вже були на гусеничному ході, а відмітки основи та покриття контролювалися спеціальною копірною (сенсорною) струною (англ. String Line або англ. Sensor Line) обабіч дороги.
У 1958 році на заводі «Дормашина» розпочали випускати експериментальні бетоноукладачі з ковзаючими формами. В очікуванні нових машин у радянські будівельні норми 1962 року вставили згадку про можливість використання бетоноукладачів на гусеничному ходу з ковзаючою опалубкою (формами). Проте технологія не була описана, оскільки в Радянському Союзі ще не було таких машин. Після 13 років даремних спроб створити щось схоже на американські машини проєкт був закритий. Натомість у 1972 році Радянський Союз закупив в американської компанії CMI Roadbuilding три комплекти дорожнього комплексу «Автогрейд» (англ. Autograde), а також ліцензію на їх виготовлення. Один з них був розібраний на деталі та став прототипом радянських машинних комплексів ДС-100 і ДС-110 — гусеничних машин з ковзаючою опалубкою. Брянський завод дорожніх машин «Арсенал» («Дормаш») за два роки освоїв виробництво нової техніки та аж до 1987 року випускав по 2-3 комплекти в рік. Малий тираж машин не дозволяв своєчасно впроваджувати нові технології, тож майже відразу комплекс ДС-100 відстав від аналогічних американських машин. Наспіх вдосконалений комплекс ДС-110 теж не встигав за прогресом у дорожньому будівництві, втім його випуск продовжувався до середини 90-х років
Найбільшого поштовху надала Олімпіада 1980 року, до відкриття якої збудували бетонну дорогу Брест—Мінськ—Москва. На початку 1980-х років у Радянському Союзі вже існувало понад 10 тис. кілометрів цементобетонних доріг. Проте майже відразу виявився ряд недоліків: на покритті утворювалися широкі тріщини у поперечних температурних швах, відбувалося лущення бетону, викрошування поверхні, з'являлися сколи. Технологія та будівельна культура були не готові до будівництва цементних доріг: не було якісного цементу, пластифікуючих добавок, герметиків, не були розроблені та апробовані ГОСТи, методи контролю якості. Через рік покриття ставали непридатними для експлуатації. Коли почалися масові руйнування покриттів, Мінтранс видав наказ про заморожування будівництва доріг цього типу в СРСР. Кількість проєктів різко зменшилася, були призупинені наукові дослідження. Нормативні документи не оновлювалися понад 30 років. Багато спеціалістів Центрдорбуду у 80-х роках опинилися в Індії, де побудували понад 500 км якісних доріг.

## Класифікація

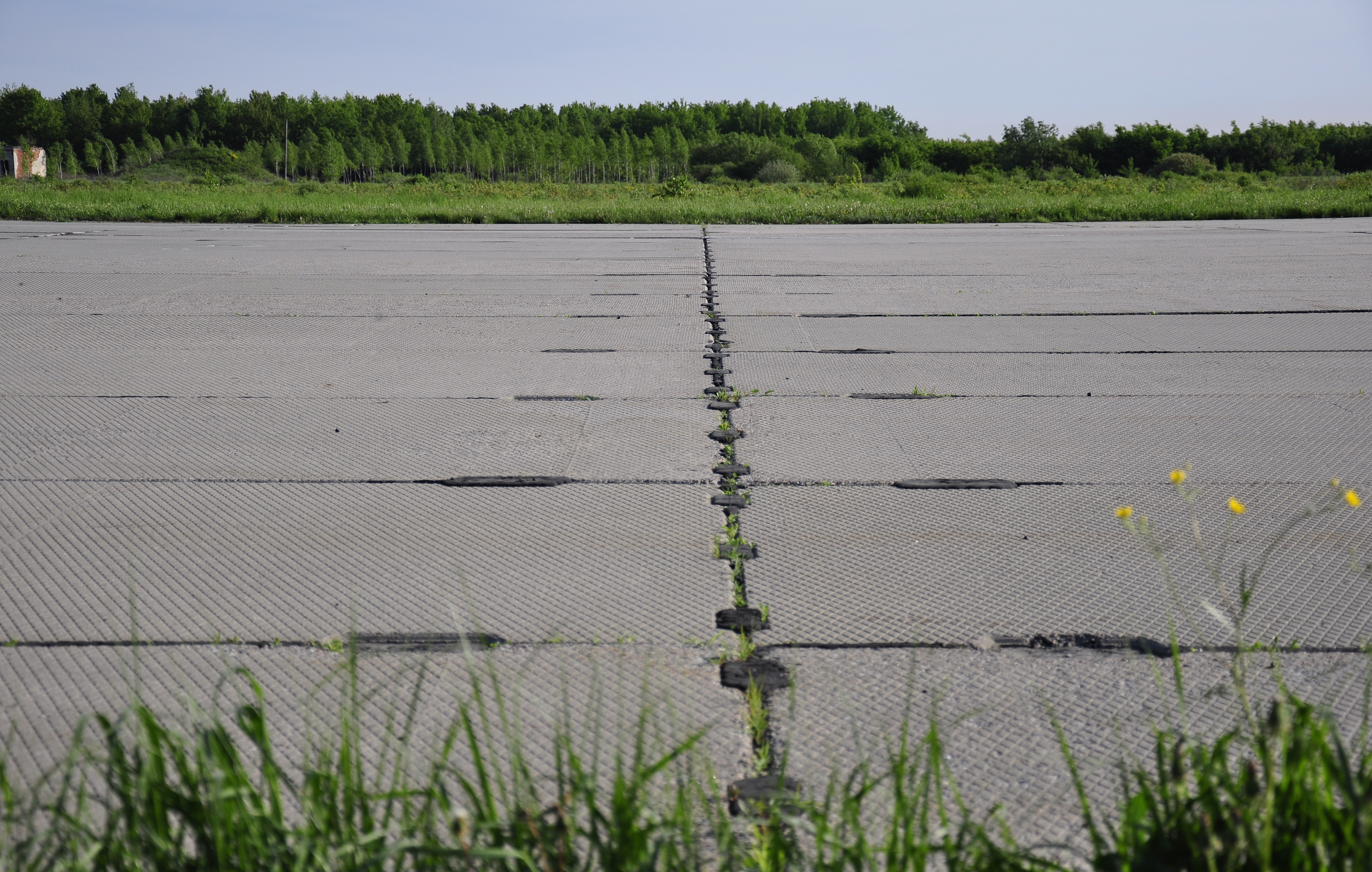
Збірне покриття з попередньо-напружених плит ПАГ-18 на ЗПС Івано-Франківського аеропорту.

Бетонні покриття поділяються на типи залежно від способу виготовлення та вкладання: неармовані зі швами, армовані зі швами, безшовні неперервно армовані, армовані напруженою та ненапруженою арматурою. Окрім того, покриття зі швами можуть бути з дюбелями та без них. Найпоширеніші три основні типи бетонних покриттів:
- неармовані з анкерами у швах (англ. Jointed Plain Concrete Pavement - JPCP);
- армовані з анкерами у швах (англ. Jointed Reinforced Concrete Pavement - JRCP);
- неперервно армовані (англ. Continuously Reinforced Concrete Pavement - CRCP).

В українській технічній термінології всі вони мають загальну назву «монолітні цементобетонні покриття».
Окремий тип становлять збірні покриття з попередньо напружених і ненапружених залізобетонних плит (англ. Pre-Cast Concrete Pavement), які найчастіше використовуються в армії, для тимчасових промислових доріг, в екстремальних погодніх умовах (наприклад, у Сибіру) та на злітно-посадкових смугах аеродромів.

## Технологія влаштування

### Вкладання бетонної суміші
Цементобетонна поверхня є затверділою сумішшю портландцементу, крупних та дрібних заповнювачів (наприклад, щебеню та піску) і води. До бетонних сумішей додають також добавки, що поліпшують або змінюють хіміко-фізичні властивості сумішей та затверділих бетонів, наприклад, пластифікатори, стабілізатори, протиморозні та прискорювальні добавки тощо.
Самохідні бетоноукладачі на гусеничному ході (з ковзаючою опалубкою) рухаються, слідуючи вздовж натягнутої згідно з проєктними відмітками струни. Машини за один прохід виконують всі роботи: планування поверхні основи, вкладання бетонної суміші необхідної товщини, ущільнення суміші шляхом глибинного вібрування і трамбування вібробрусами та завершальне вирівнювання поверхні спеціальною стрічкою.

Укладання бетону з використанням рельс-форм (Вірджинія, 1931).
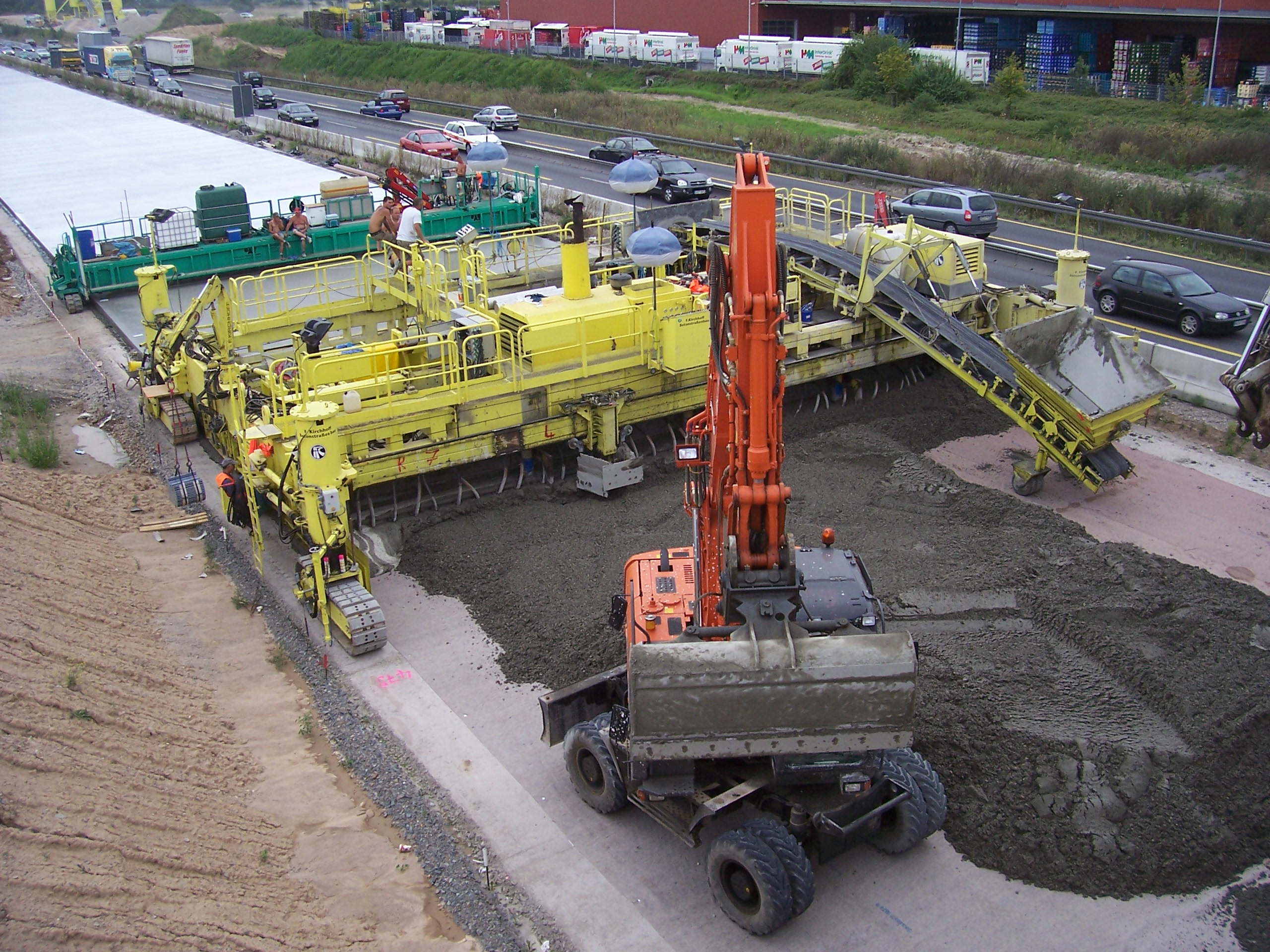
Бетоноукладальні комплекси з ковзаючою опалубкою (1).
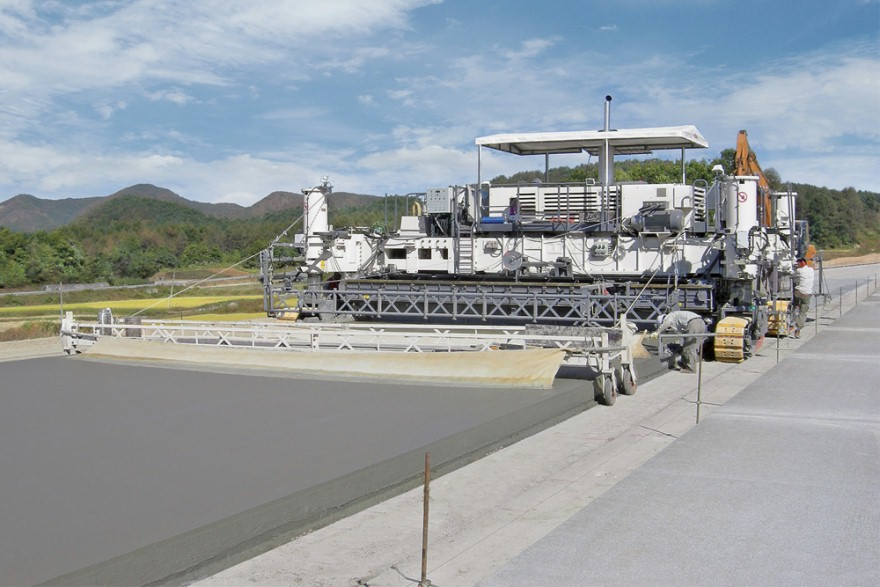
Бетоноукладальні комплекси з ковзаючою опалубкою (2).

Найбільш прогресивні технології для контролю геометрії при вкладанні бетонного покриття замість копірних струн використовують лазерне нівелювання.

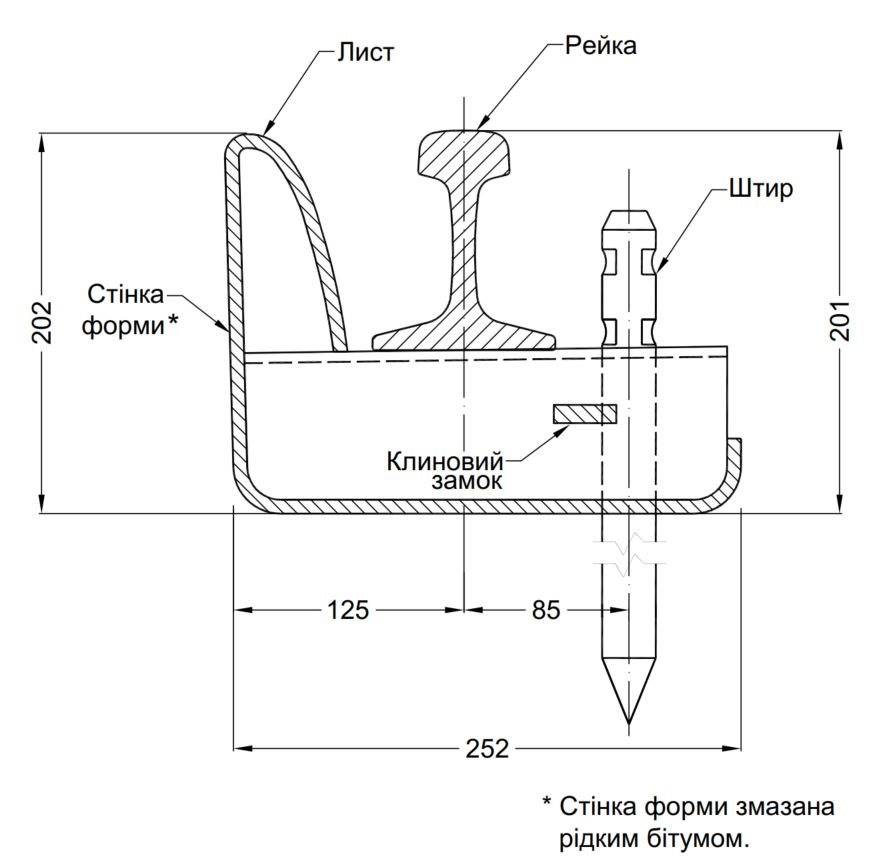
Рейко-форма Д-280-4М для спорудження бетонного покриття дороги.
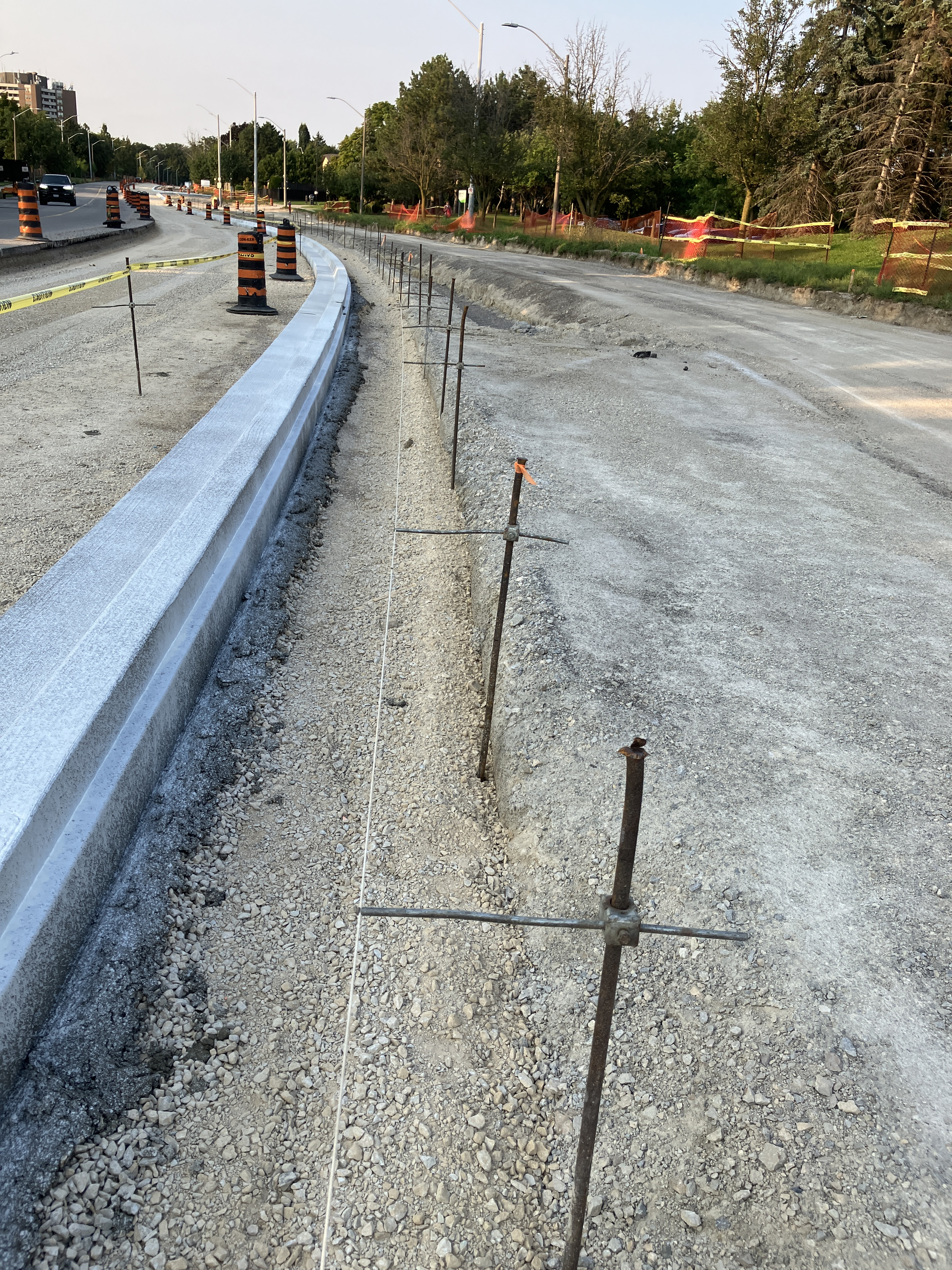
Копірна струна задає геометрію краю бетонного бордюру.
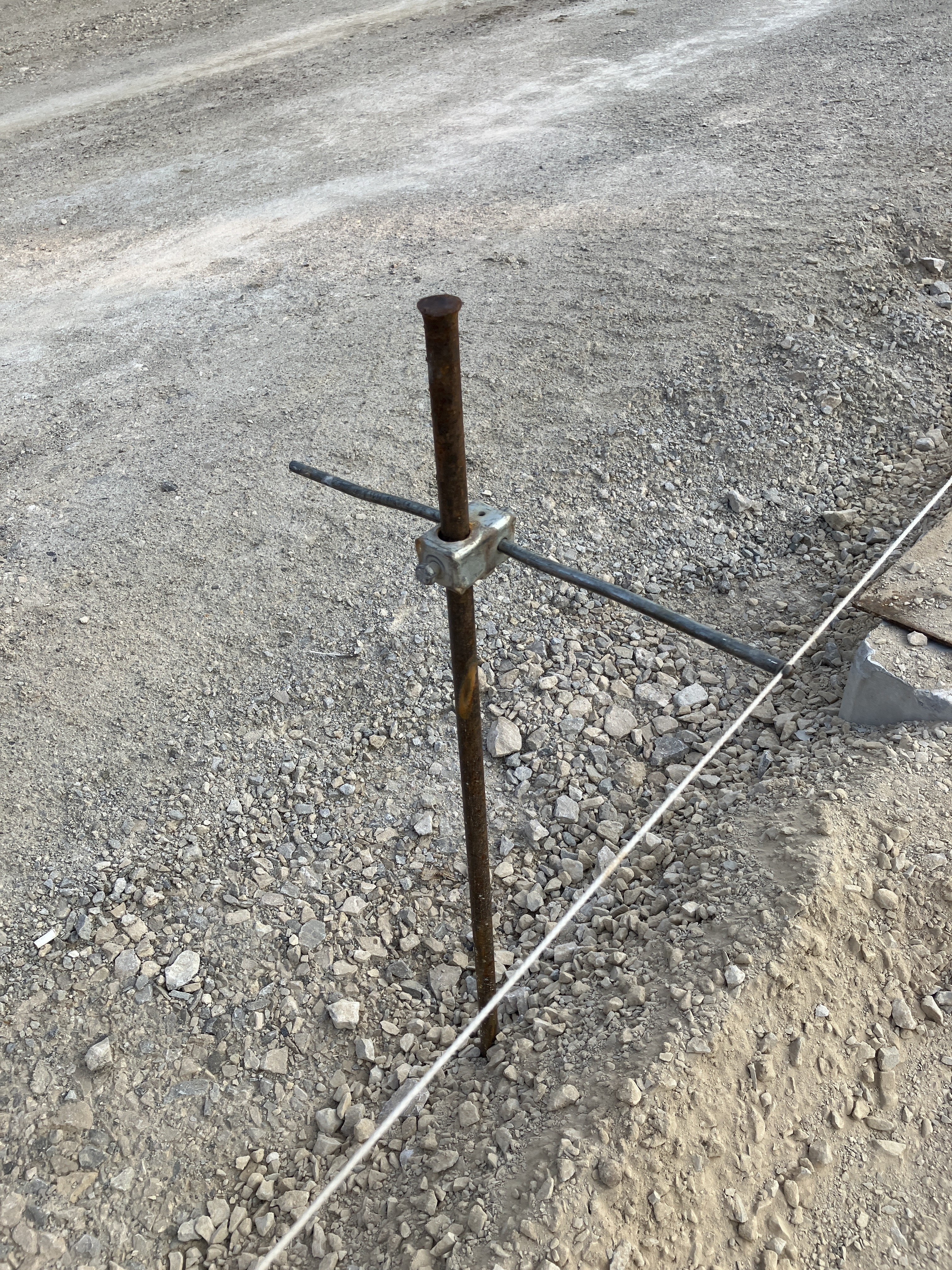
Кріплення копірної струни.
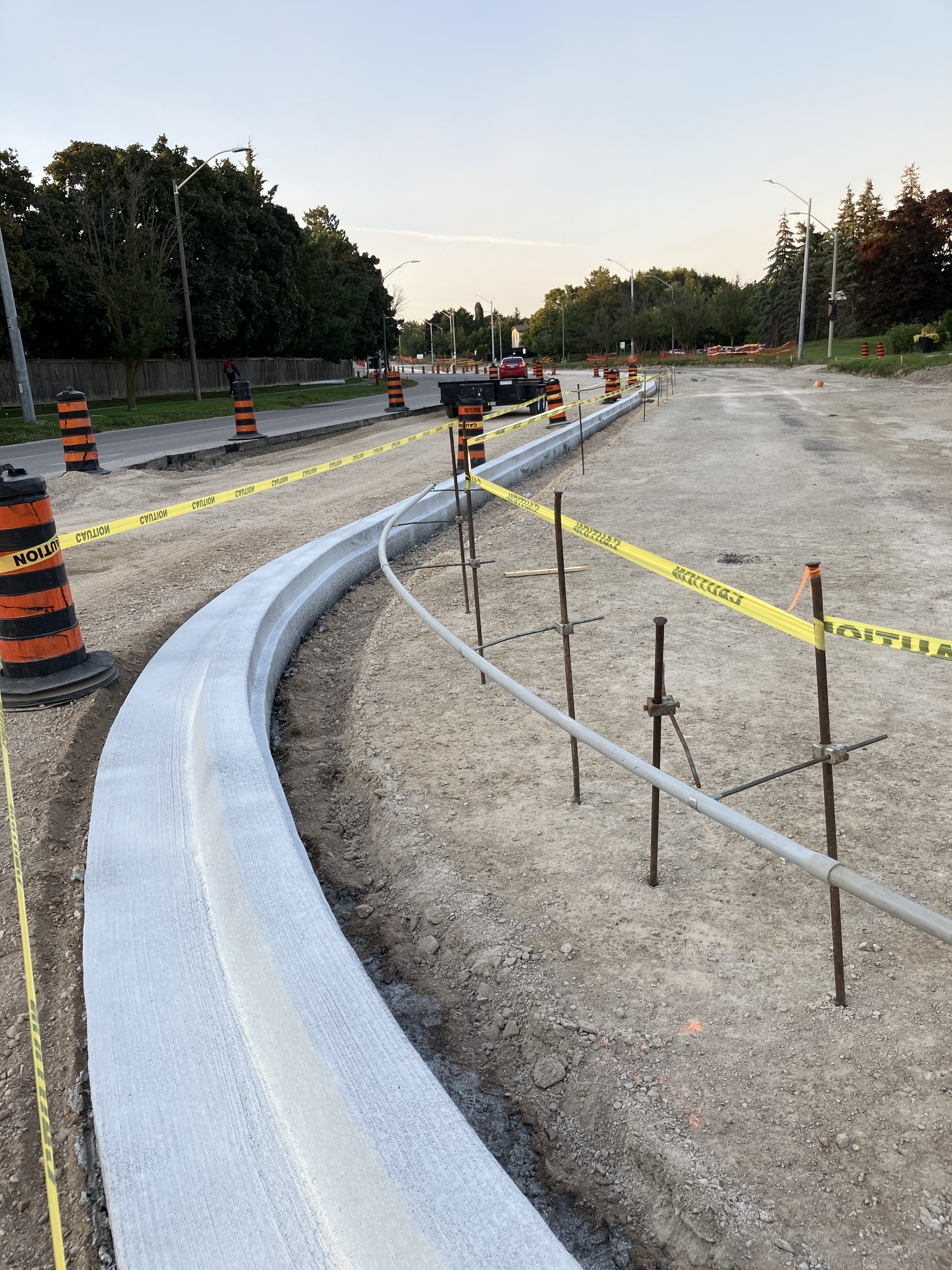
Пластикова трубка виконує роль струни на заокругленнях.
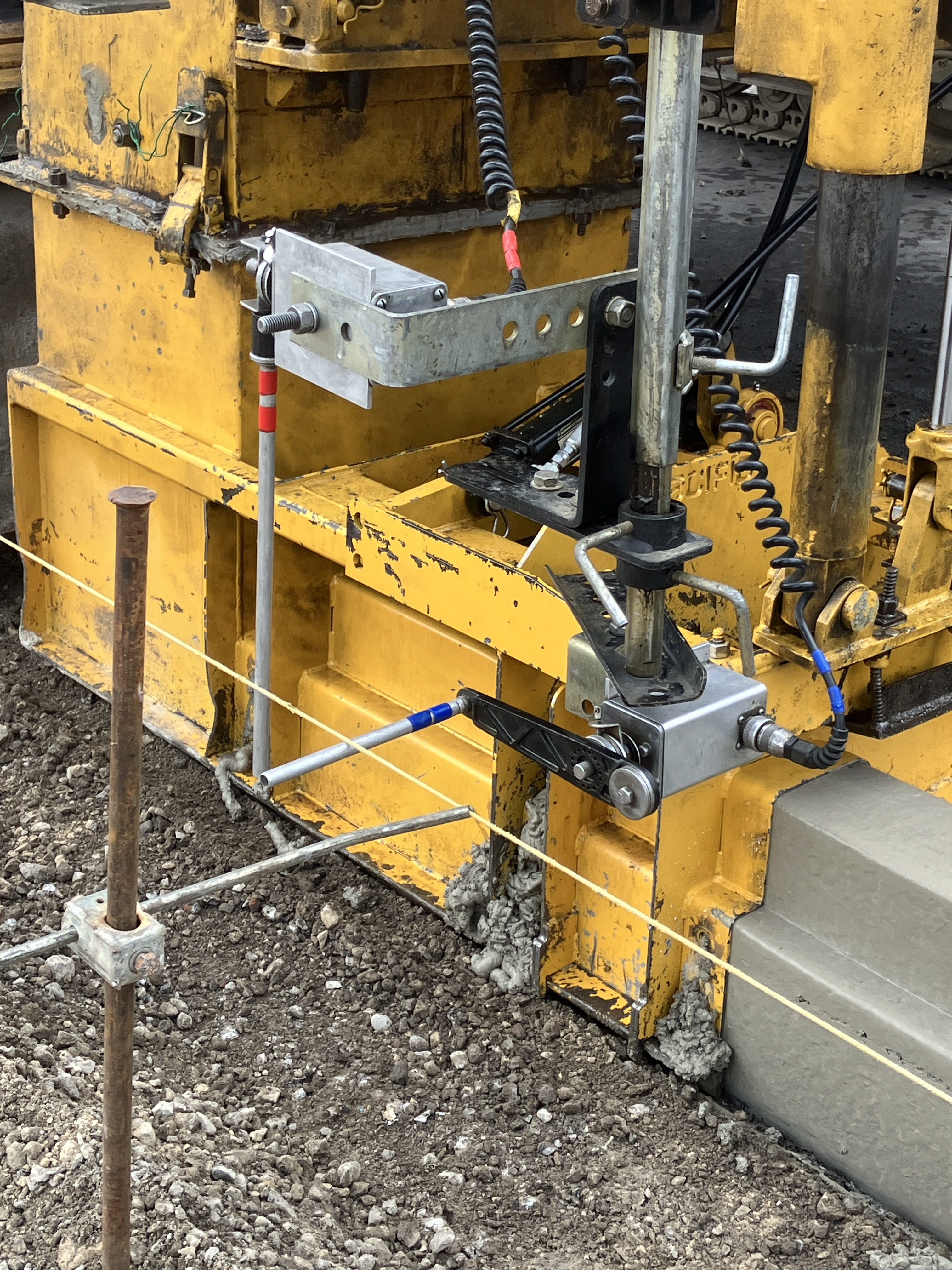
Сенсори, що слідують копірній струні. Стрижень, маркований синім, контролює висоту, а маркований червоним — горизонтальне розміщення. Сенсори в кінці робочої зміни знімають для запобігання вандалізму.

Ретельність перемішування та ущільнення є критичною для отримання якісного, міцного та довговічного бетонного покриття. Наприклад, у Південному Уельсі (Австралія) було комісовано понад 10 тисяч кубічних метрів вже затверділого бетону (40 тисяч квадратних метрів дороги) через невірне дозування градієнтів і їх неякісне перемішування. Дорогу довелося переукладати заново.
Розрізняють два методи спорудження бетонного покриття: одношаровий («американський метод») і двошаровий («європейський метод», або «свіжий-по-свіжому»). У першому методі бетон вкладають за один прохід механізмів одразу на повну товщину покриття. У другому — для нижнього шару використовують дешевший цемент нижчих марок з крупним заповнювачем (щебенем), а на верхній шар йде високомарочний бетон з дрібним якісним заповнювачем. У двошаровому методі бетоноукладальна машина робить два проходи. Цей метод сповільнює швидкість спорудження дороги, потребує більше бетонозмішувачів та автобетонозмішувачів для двох типів бетону, вимагає високої точності та акуратності при вкладанні верхнього шару. Це може компенсуватися лише значною різницею ціни бетону для нижнього та верхнього шарів покриття.

### Шви
У бетонних покриттях завжди існують шви. Єдиний виняток — неперервно армовані бетонні покриття, але їхня частка в дорожній мережі дуже незначна.
Шви стиску запобігають безконтрольному утворенню тріщин, що виникають при усадці бетону та внаслідок зміни температури. Нарізаючи шви у ще не повністю затверділому бетоні, тим самим створюють прямокутні бетонні плити з рівними краями. Без таких ініційованих тріщин покриття мало б вигляд зруйнованого зі сіткою безладних тріщин.
Українські будівельні стандарти 2016 року розділяють шви на три типи: розширення, стиснення і робочі. Поздовжні та поперечні шви зазвичай повинні перетинатися під прямим кутом, причому поперечні шви повинні бути на одній прямій по ширині покриття дороги. Поздовжні шви повинні збігатися з лініями розмежування смуг руху.
Протягом перших десятиліть геометрія та технологія влаштування швів неперервно змінювалися. Оптимальні варіанти вибирали на підставі натурних проб і спостережень. До 1920 років поперечні шви розширення влаштовували кожні 12-36 футів (4-12 метрів). Наступні 5 років шви не влаштовували взагалі. 3 1925 по 1930 почали влаштовувати лише поздовжні шви з металевої пластини або мастики. З 1930 року поперечні шви повернули, армуючи їх дюбелями, і одночасно збільшивши їх інтервал до 80-100 футів (24-30 м).
Шви розширення влаштовують через кілька швів стиску. Вони запобігають коробленню і підійманню плит, коли ті розширюються у теплу пору року. Зазвичай вони мають ширину 10-25 мм і заповнюються пружнім матеріалом — еластомером.
У Радянському Союзі для здешевлення технології застосовували оригінальну конструкцію швів розширення, у які вкладали дерев'яні дошки, просочені антисептиками. Дошки завтовшки 2,5 см вкладали на 2/3 товщини бетону і заливали зверху бітумною мастикою. Надійність таких швів була вельми сумнівна, оскільки після першого ж стиснення (у гарячу погоду) дошка не поверталася до попередньої форми та у нижній частині шва утворювалися порожнини. У більш гарячу погоду бітумна мастика стікала у ці порожнини, оголюючи шви між бетонними плитами.
Окремою проблемою є так звані відбиті тріщини, що виникають в асфальтобетоні, вкладеному поверх бетонного покриття чи основи. Вони точно копіюють шви та тріщини нижнього бетону. Боротися з відбитими тріщинами складно і неефективно. Рано чи пізно, вони проявляються в асфальтобетонних покриттях і товщина асфальту на це не впливає. Єдиний надійний спосіб — це запобігти їх утворенню вкладанням армувальних прокладок (геотекстиль, геосітка, геомембрана) між бетоном та асфальтобетоном, як того вимагають стандарти при підсиленні асфальтом існуючого дорожнього одягу з цементобетонним покриттям.

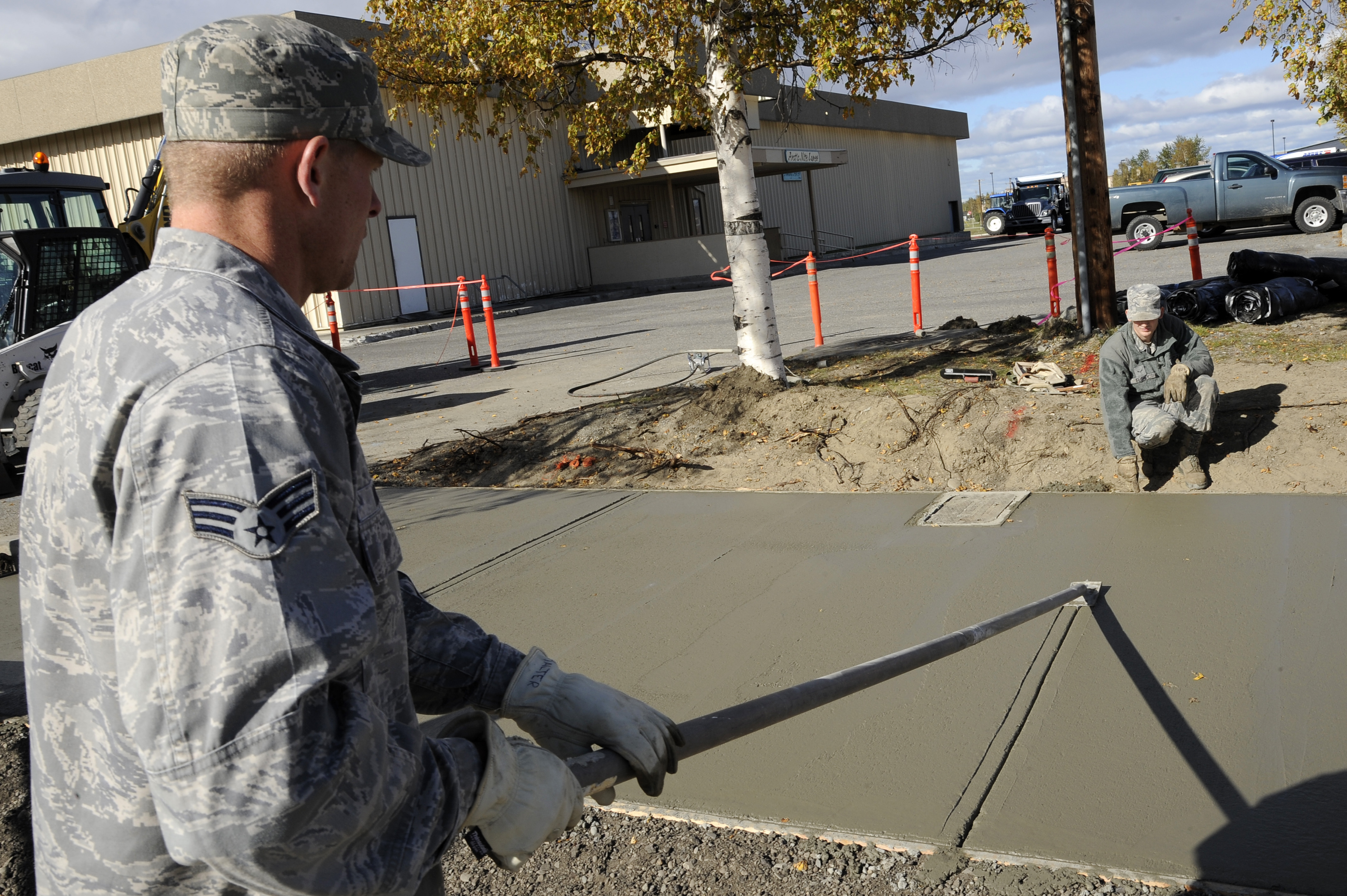
Нарізання швів на тротуарному бетоні.
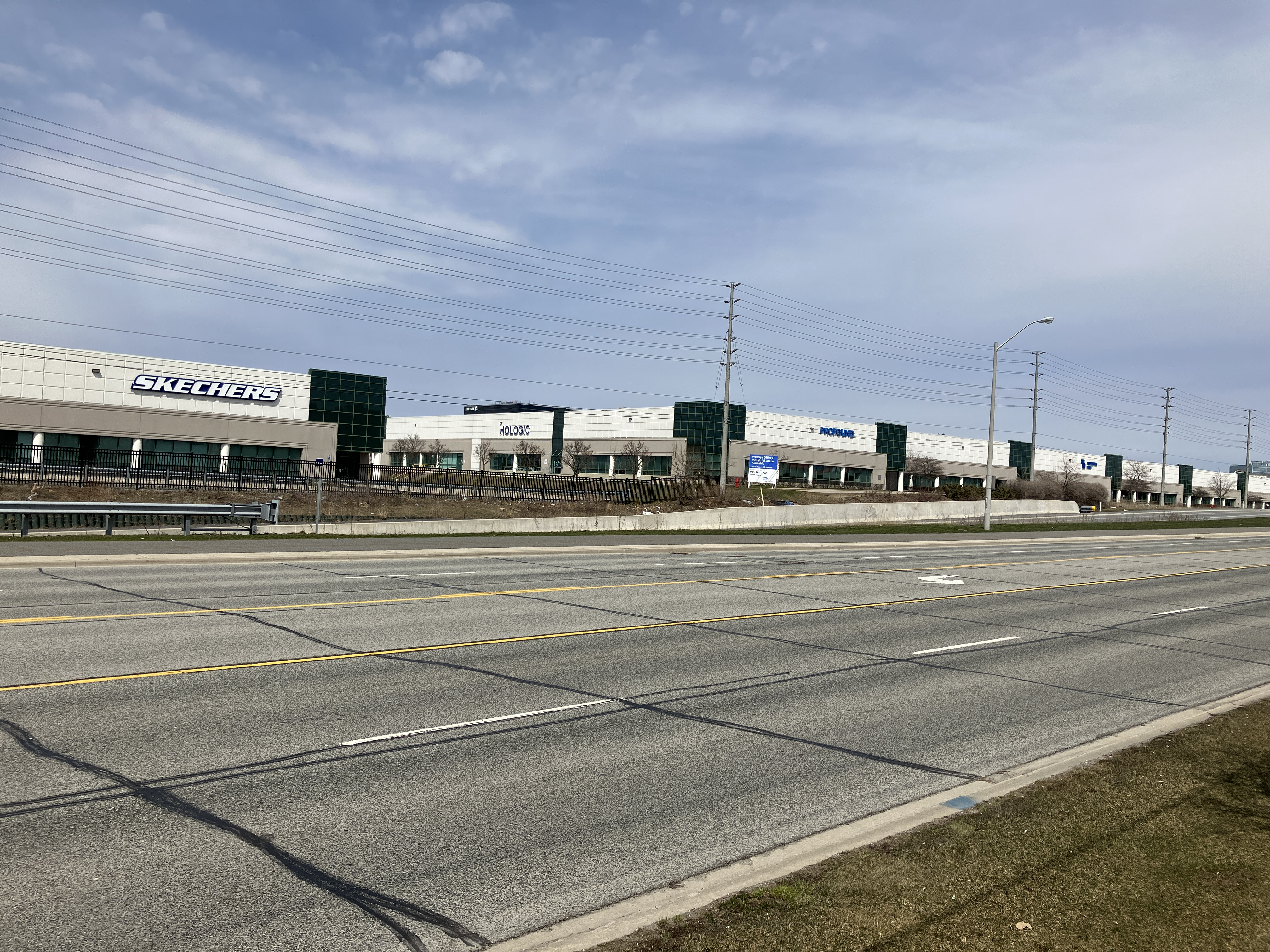
Відбиті тріщини на асфальті точно повторюють шви у цементобетонній основі.
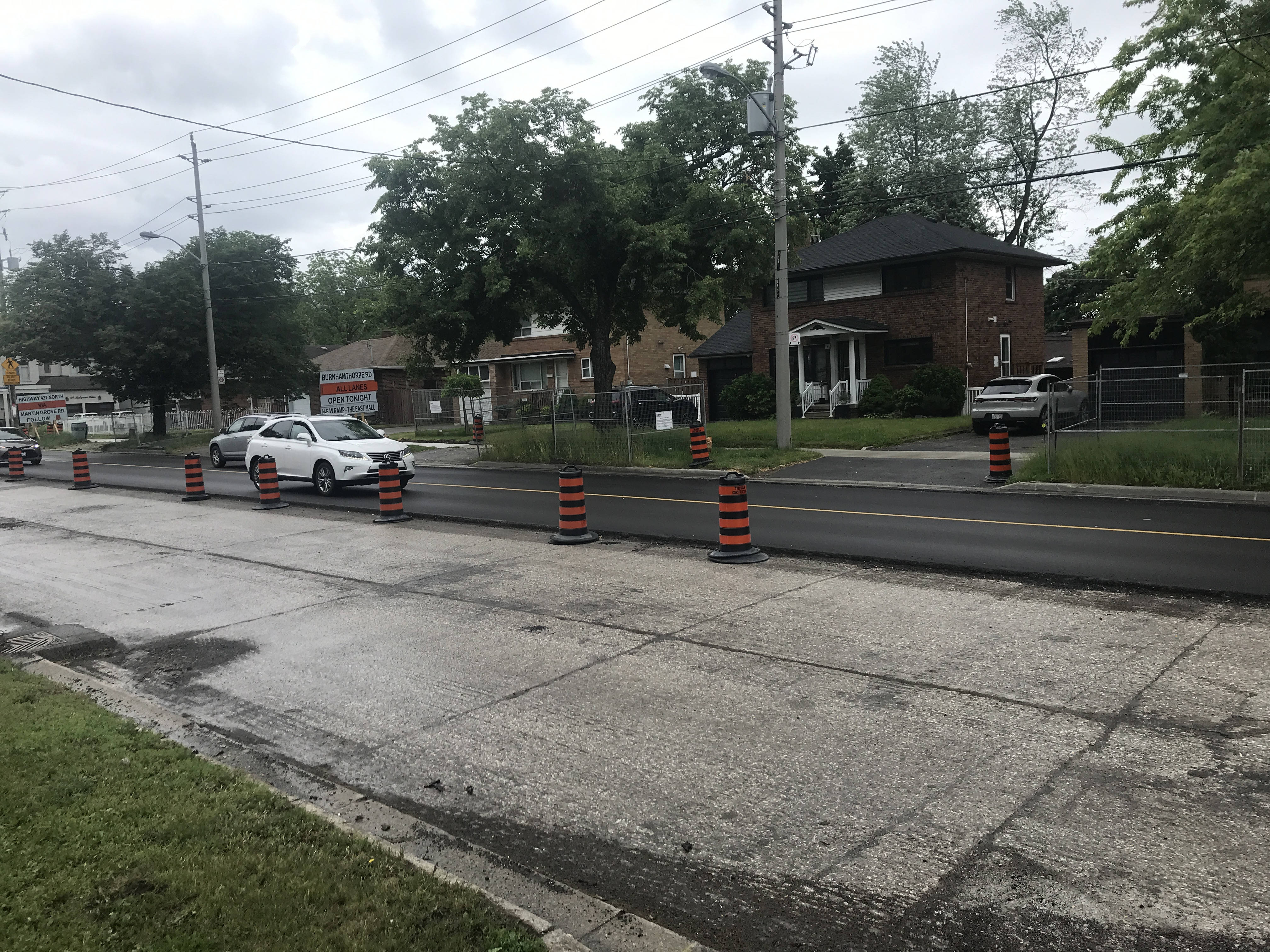
Бетонна основа під асфальтовим покриттям.
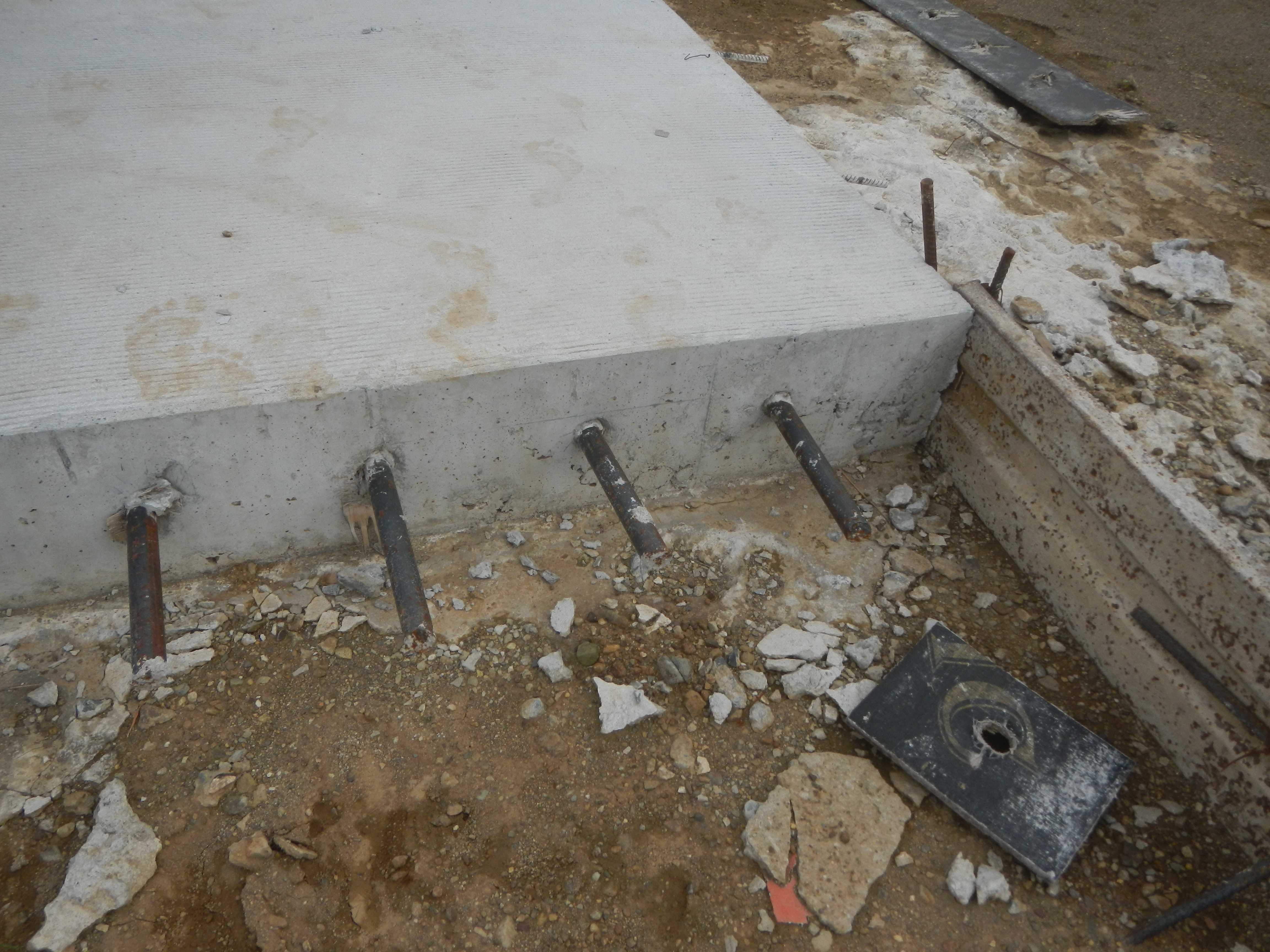
Анкери у робочому шві бетонного покриття.

### Текстура поверхні покриття

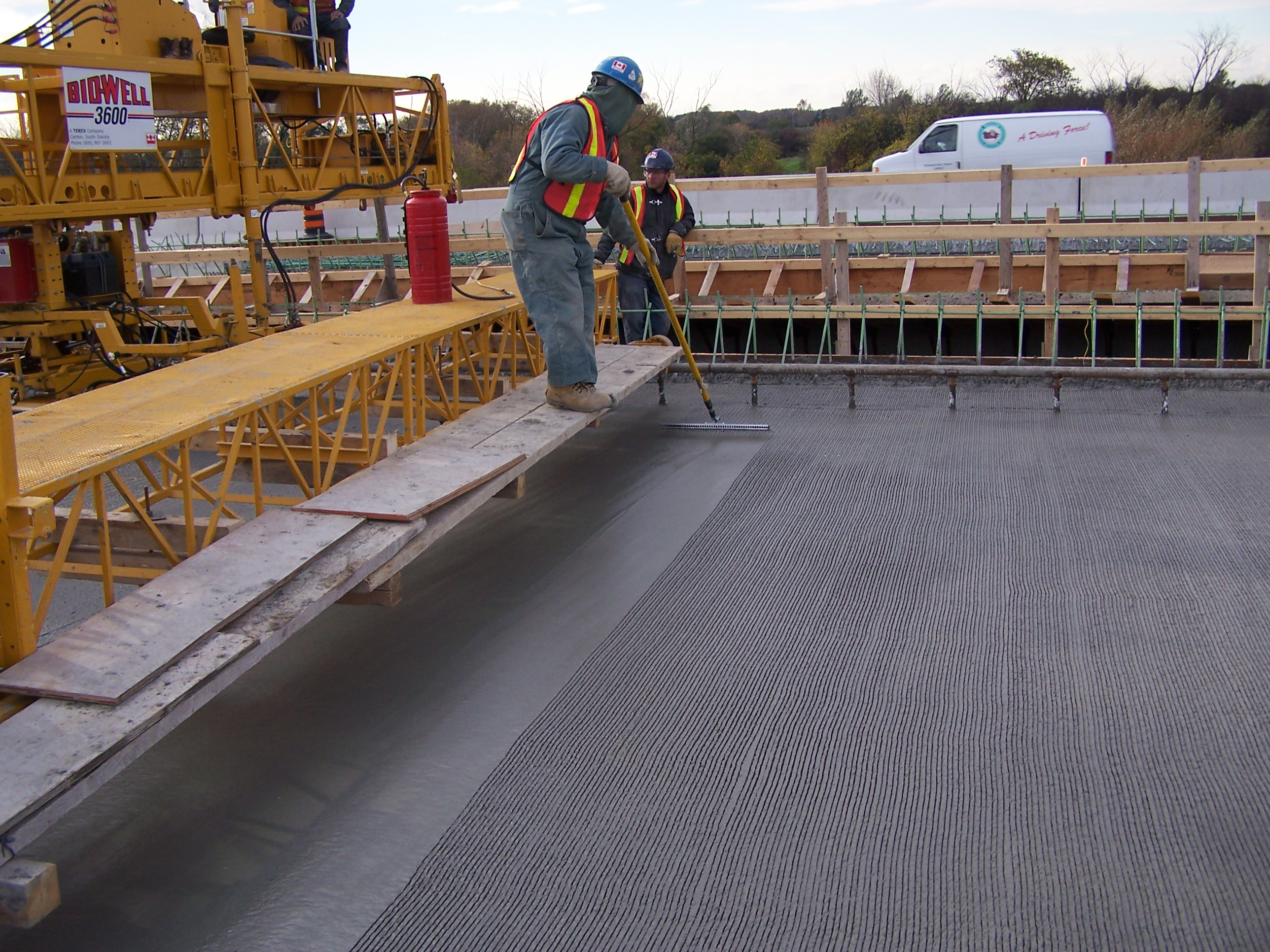
Формування шорсткої поверхні на свіжоукладеному бетоні (Онтаріо, HWY407).

Викінчена поверхня бетону повинна мати шорстку поверхню, але не створювати надмірного шуму. Текстура поверхні повинна зменшувати небезпеку аквапланування, яке виникає, коли автомобіль на високій швидкості (понад 72-93 км/год) проїжджає через калюжу.
Класичний метод створення мікротекстури на поверхні бетону — за допомогою джутового полотна, яке тягнуть по ще мокрому бетону. Проте результат малоконтрольований, оскільки він залежить від жорсткості бетонної суміші і матеріалу полотна. Цей метод застосовувався як єдиний до середини 1960-х років. Тоді ж його визнали недостатнім і замість джуту почали чіпляти штучний (пластмасовий) дерен, перевернутий вниз. Він ліпше підходив до більш жорстких бетонних сумішей, які почали вкладати на дорогах.
З середини 1970-х років «волочіння» стали доповнювати поперечним ручним прочісуванням свіжого бетону мікрограблями. Бетоноукладач рухається зі швидкістю 1,0—2,5 м/хв, з частими зупинками. Цього достатньо для ручної обробки поверхні. Поперечне прочісування поверхні лише жорсткими щітками вважають недостатнім.
З початку 2000-х років набуло популярності нарізання дрібних канавок вздовж напрямку руху. Це вже можна було зробити лише механізмами. При дещо меншому коефіцієнті зчеплення (проте достатньому з умов безпеки руху) поздовжня текстура значно зменшувала рівень шуму.
Якщо необхідно підвищити коефіцієнт зчеплення або усунути незначні дефекти готового покриття (зазвичай через кілька років експлуатації) — виконують шліфування або зарізання боріздок. Шліфування здійснюють дисками з алмазними різцями. Сотні таких тонких дисків нанизані на один вал (160—200 дисків на метр довжини валу), який обертається з великою швидкістю (до 2000 обертів за хвилину) і зтесує від 7 до 12 мм бетону, одночасно створюючи мікроканавки на покритті. Боріздки зазвичай мають крок 18 мм, глибину — 6 мм і ширину — 3 мм. Започаткований ще 1956 року, цей метод залишається найефективнішим для «освіжування» бетонного покриття. У деяких випадках від обробки свіжого бетону відмовляються, натомість через кілька тижнів виконують фрезування алмазними дисками. Фрезування з часом можна повторювати. Незначне зменшення товщини бетонного покриття компенсується збільшенням з часом міцності та жорсткості (модуля пружності) бетону.
Найбільш ефективним є метод «бетонної поверхні нового покоління» (англ. Next-Generation Concrete Surface — NGCS), в якому один механізм виконує операції шліфування і нарізання боріздок.. Вартість такої обробки значно вища, але результатом є «найтихіша» текстура поверхні з дуже добрим зчепленням у сухому та мокрому стані.
Дослідження, проведені в Каліфорнії, показали, що нарізання боріздок зменшило кількість аварій на мокрому покритті усемеро. Збірна статистика з 13 інших штатів свідчить про зменшення кількості аварій на 75 %.

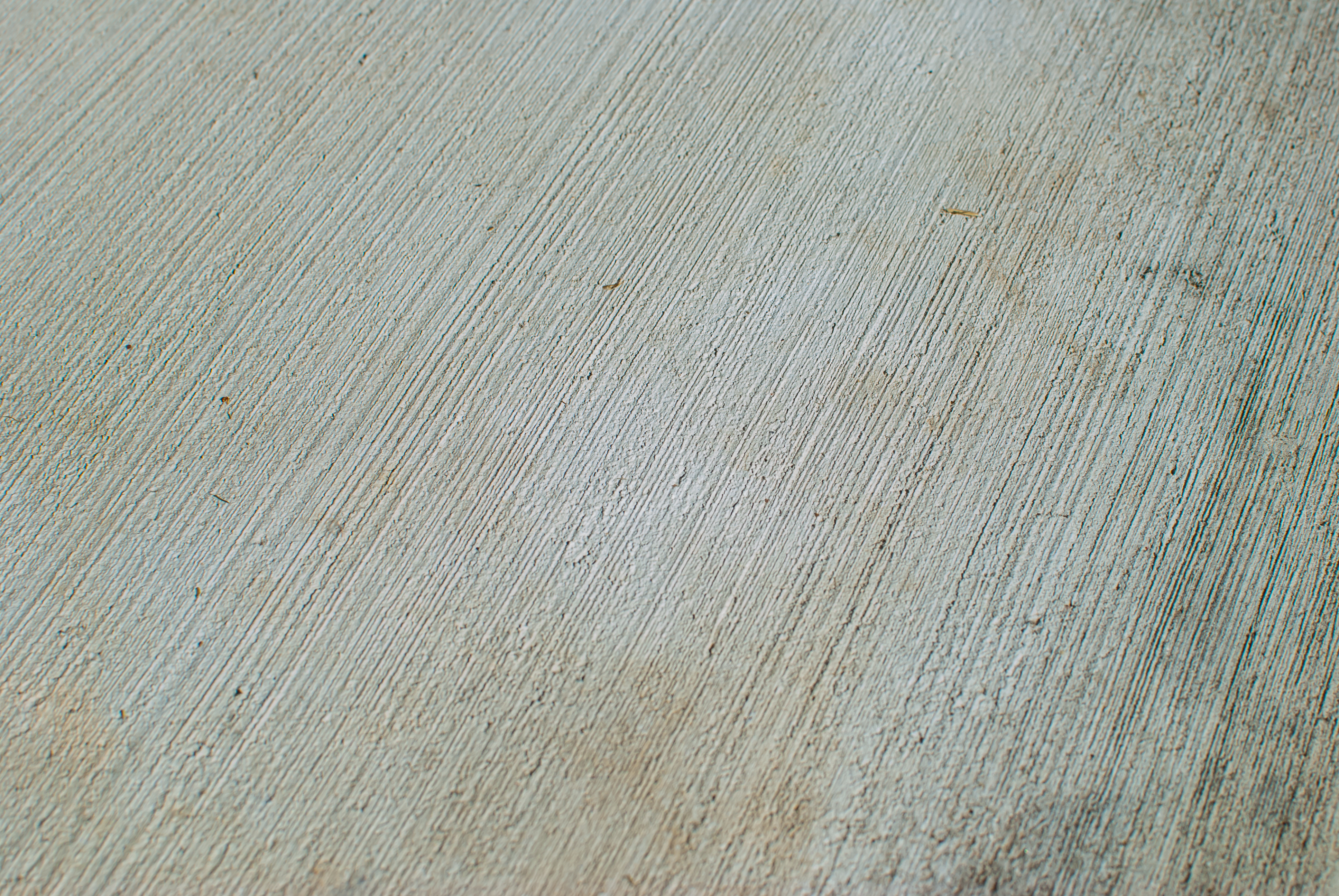
Текстура поверхні після волочіння мішковини.
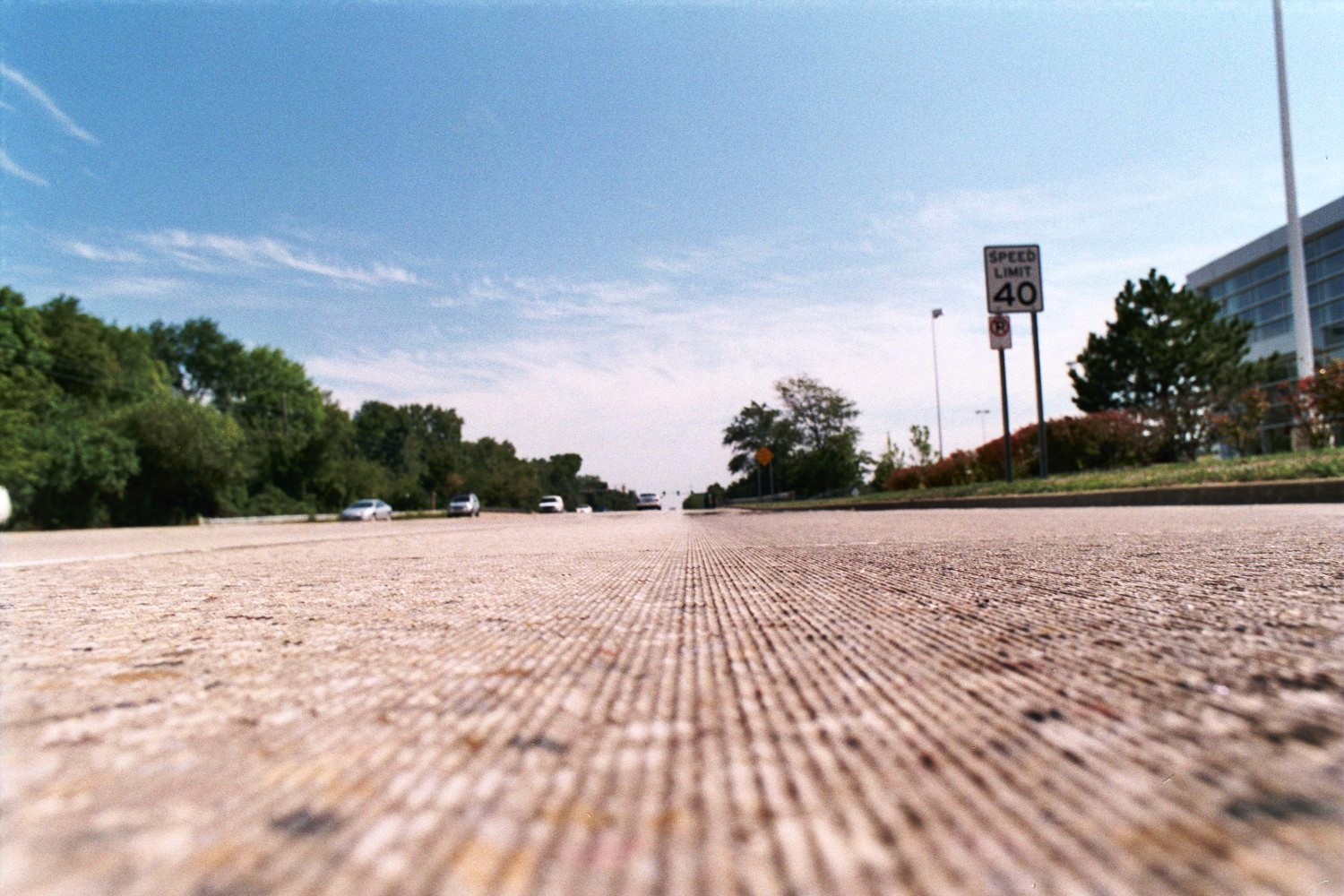
Поздовжні боріздки на бетоні після шліфування діамантовими різцями.
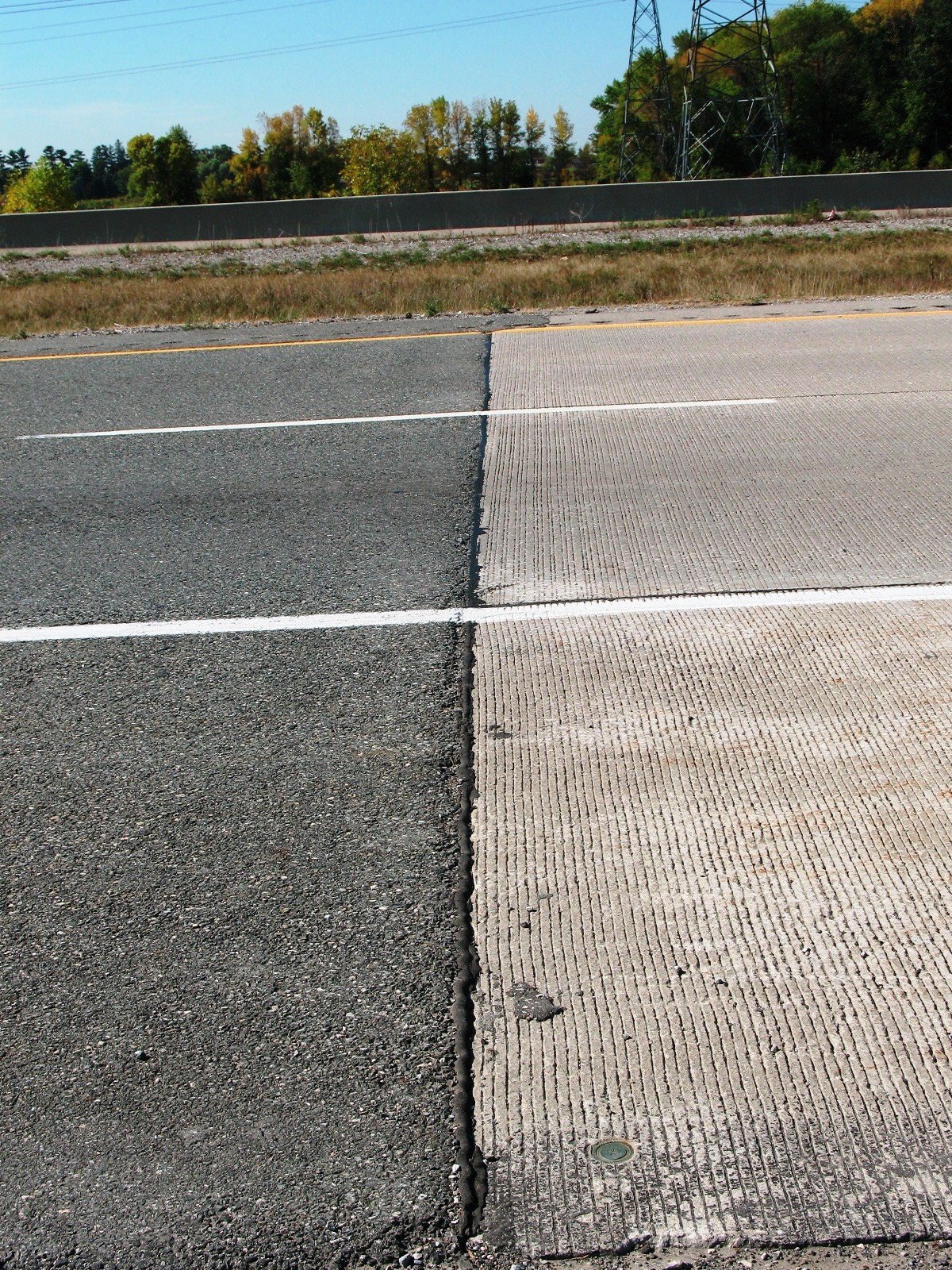
Поперечні боріздки на бетоні. Кругла металева деталь в бетоні — геодезичний маркер.

### Догляд за бетоном
Для набору проєктної міцності бетон повинен витримуватися у зволоженому стані протягом принаймні одного тижня. Перші методи догляду були вельми примітивними: засипання кількох сантиментів піску чи землі на поверхню бетону і періодичне поливання водою, влаштування бортиків обабіч кромок покриття і створення мінібасейнів (завглибшки 5 см), накривання соломою (до 15 см). З упровадженням машинних комплексів типу «Автогрейд» стандартним методом стало оброблення поверхні й торців бетону водяними розчинами (акрилові емульсії), що утворюють полімерну плівку при висиханні. Вона запобігає випаровуванню води з тіла бетону в період набору ним міцності.
Догляд за бетонним покриттям є специфічний, що не використовується для, наприклад, асфальтобетону. Це — фрезування поверхні, встановлення заглиблених анкерів у місцях тріщин, герметизація швів та тріщин, перекриття асфальтобетоном з армуючими геосітками.

### Відкриття для руху
До 1930 року рух по бетонній дорозі дозволяли не раніше, ніж через 21 день у період з червня по вересень. В інші місяці інженер на місці міг додавати ще кілька днів для набору бетоном необхідної міцності. З 1930 по 1937 перейшли до семиденного витримування бетону. Починаючи з 1937 термін відкриття для загального руху почали встановлювати на підставі набраної міцності — 500 psi (3.4 МПа), яку визначали шляхом роздавлювання взірців бетону, з якого було вкладене покриття. З 1972 року нормативи дозволяли зменшити період витримування до 5 днів.
Використання швидкотвердного бетону (англ. rapid strength concrete — RSC) дозволяє відкривати рух по дорозі вже через кілька годин після його укладання. Такий бетон значно дорожчий за звичайний і на дорогах використовується лише для термінових ремонтних робіт.

## Дорожня розмітка
Поверхня бетонного покриття має сіре та світло-сіре забарвлення, на якому дорожня розмітка білого кольору не є контрастною. Альбедо (світловідбиття) бетону уп'ятеро перевищує відповідне для асфальтобетону (відповідно, 0,5 і 0,1), тому до 1938 року бетонні дороги в Німеччині мали розмітку чорною фарбою. Особливо актуальною ця проблема постає при використанні системи попередження про виїзд зі смуги та появі на дорогах автомобілів з автономним управлінням. Для надійної роботи удосконаленої системи допомоги водію (ADAS) дорожня розмітка повинна бути чіткою для машинного розпізнавання. Стандарти вимагають підвищеного рівня білизни розмітки на бетонних покриттях, що не завжди вдається дотримати у процесі експлуатації дороги. Колір бетону можна змінити добавками, але це значно його здорожчує.
Найпопулярніші способи підвищення контрастності маркування дорожнього покриття є нанесення чорних ліній у проміжках між білими переривчатими лініями, що розмежовують смуги руху, та нанесення спочатку чорних ліній, трохи ширших за стандартні, а поверх них — білих стандартних ліній. Білі лінії будуть обрамлені чорним контуром, що значно підвищує контрастність.
Один з оригінальних варіантів був запропонований для маркування платної автомагістралі HWY407 (Онтаріо). Елементи розмітки — лінії та стрілки — виготовляють на стрічці з чорним контуром, яку приклеюють епоксидною смолою до покриття. У простіших варіантах пензлем чи щіткою наносять чорне обрамлення до існуючих білих ліній.
Інша проблема з лініями розділу смуг руху — вони потрапляють на поздовжні шви у бетонному покритті. Щоб уникнути чорних швів (які часто заливають бітумною мастикою) на білій лінії, стандарти дозволяють зміщувати лінії розмітки та показувати їх поряд зі швом з лівого боку для смуг попутних напрямків, або з будь-якого боку шва для смуг, що розділяють потоки зустрічних напрямків руху. Через це розмічена ширина суміжних смуг руху буде різнитися на 10 см.

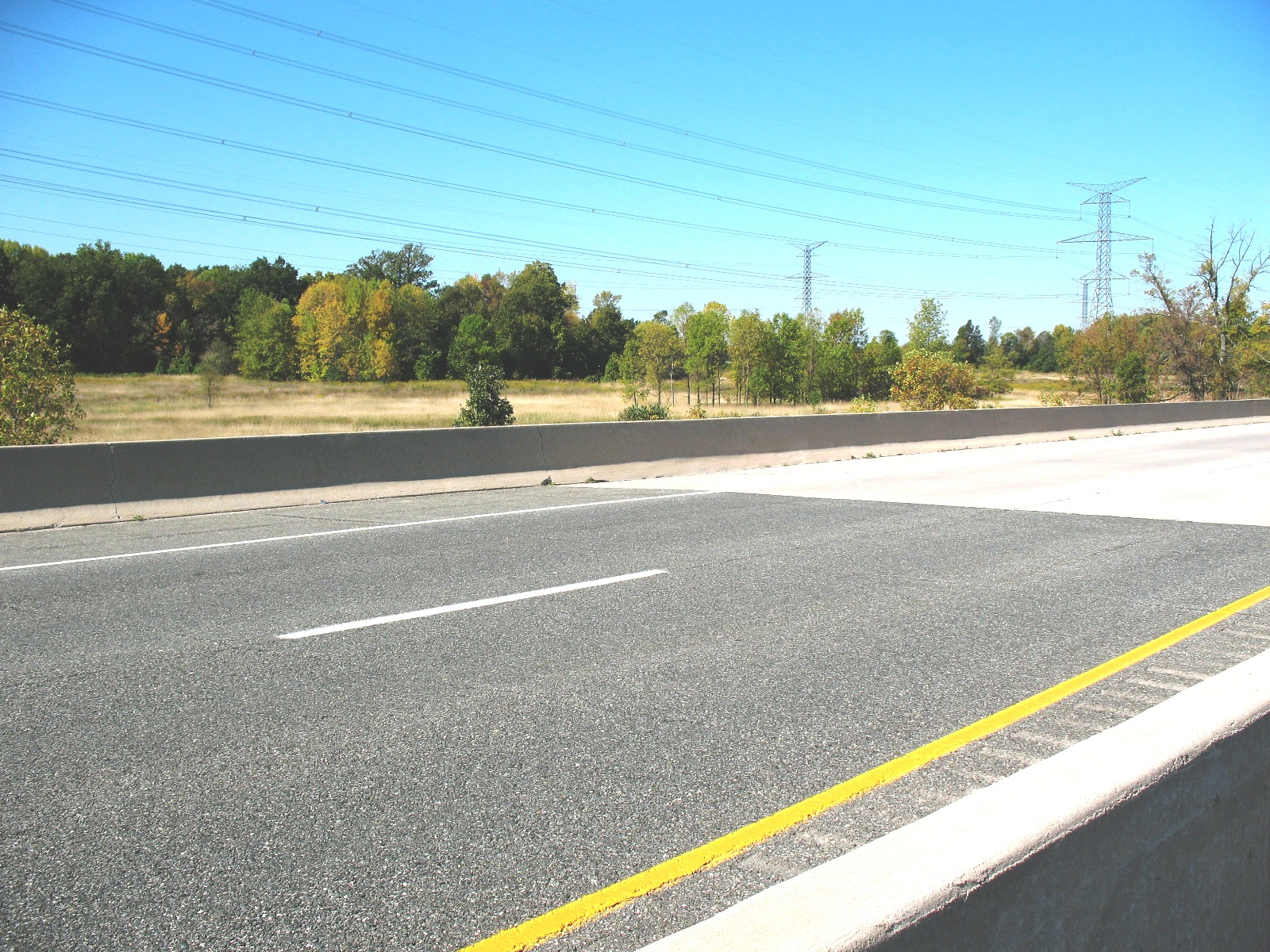
Світловідбиття цементобетонного та асфальтобетонного покриттів
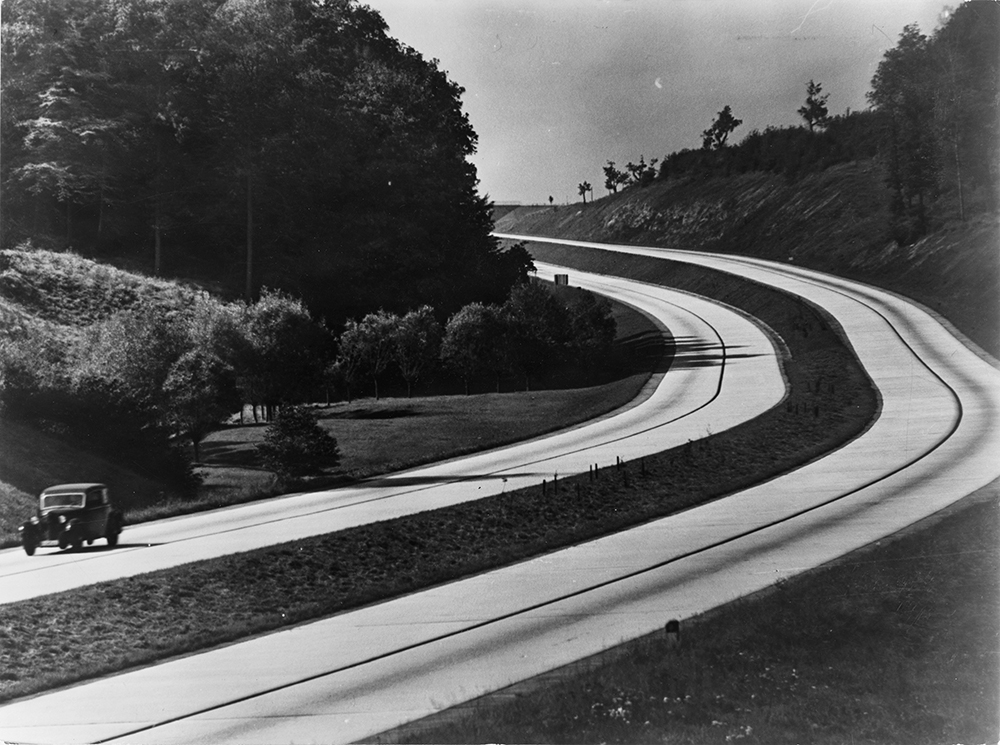
Перші автомагістралі з бетонним покриттям (1936, Німеччина). Дорожня розмітка нанесена чорною фарбою.
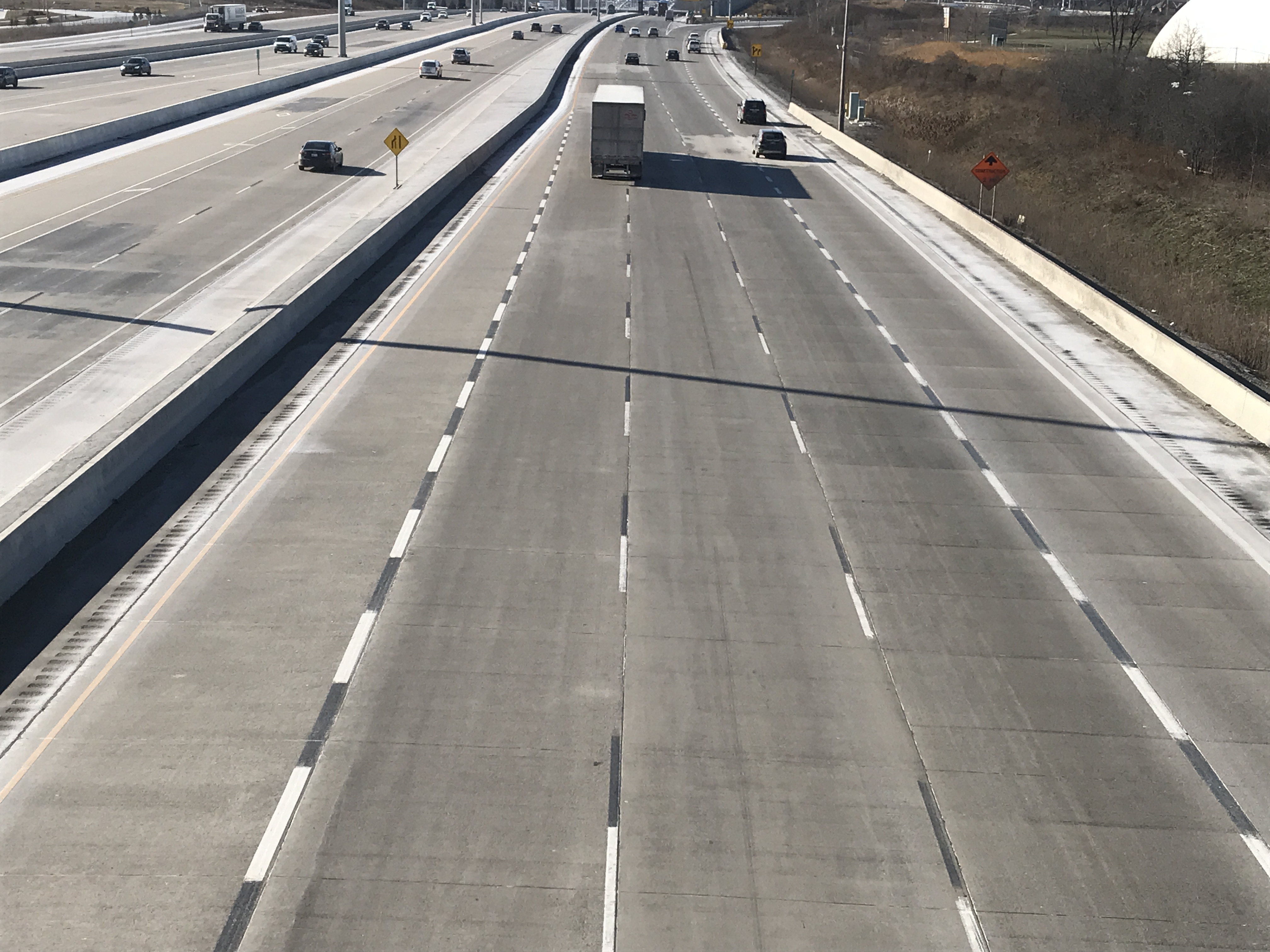
Чорні лінії у проміжках переривчатої білої лінії. Розмітка нанесена осторонь поздовжніх швів

## Переваги та недоліки

### Основні переваги

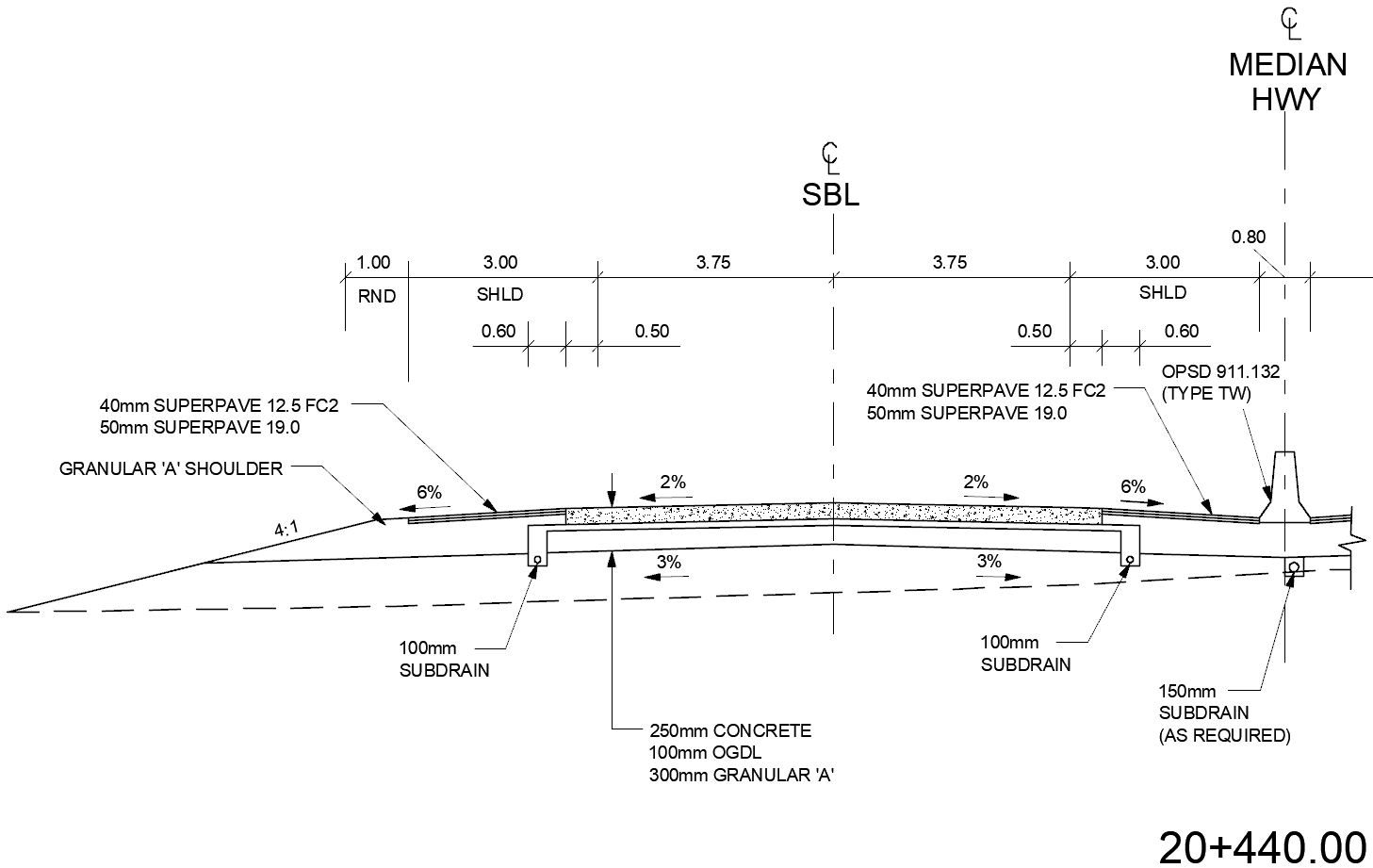
Типовий поперечник автомагістралі з цементобетонним покриттям та асфальтобетонними узбіччями.

Найголовнішою перевагою бетонних покриттів є їх довговічність в експлуатації. Наприклад, через 23 роки лише 5 % бетонних покрить потребують ремонту, натомість ремонту потребують 80-100 % асфальтобетонних покриттів. А середній термін служби бетонного покриття може сягати 40 років — проти 14 років для асфальтобетонного.
Довший термін служби обумовлений властивостями бетону — він має вищу міцність та жорсткість при згинанні й стійкіший при стиранні, ніж асфальтобетон. Ці властивості практично не залежать від температури та постійно поліпшуються у перші місяці експлуатації дороги, що разом з високим і майже незалежний від зволоження коефіцієнтом зчеплення забезпечує стабільні транспортно-експлуатаційні показники. Підвищена жорсткість зменшує коефіцієнт тертя кочення для коліс, а також рівномірніше розподіляє навантаження від коліс на ґрунт земляного полотна і зменшує вертикальні деформації. Для освітлення поверхні цементобетонних покриттів потрібно на 20 % менше енергії, ніж для асфальтобетону.
Крім того, ресурси для виробництва мінерального в'яжучого (портландцементу) є набагато більшими, ніж для виробництва бітуму. В Україні, наприклад, розвіданих запасів мінеральної сировини для виробництва цементу вистачає на наступні 100 років. Водночас нафтопродукти для виробництва бітуму Україна здебільшого імпортує.

### Основні недоліки
Основні недоліки бетонних покрить — це вища вартість спорудження (у порівнянні з асфальтобетонним покриттям) і довші терміни будівництва. Цементобетонна дорога складніша за конструкцією і самим процесом будівництва. Наприклад, кожному із шарів цементобетону для набрання міцності 70 % необхідно кілька тижнів. Тому будівництво йде повільно, рух відкривається нескоро.
Цементобетонні дороги більш шумні. Це викликано трьома особливостями — шорсткою текстурою поверхні, стиками між окремими бетонними плитами та на порядок вищим модулем пружності цементобетону у порівнянні з асфальтобетоном. А монотонні поштовхи від проїзду стиків при довгих перегонах можуть викликати втому водія або вводити його у стан дорожнього гіпнозу.
Цементобетонні дороги дуже чутливі до опадів, ґрунтових вод, циклічного заморожування-відтавання, протиожеледних розчинів. Такій дорозі потрібен особливий антикорозійний захист. Він забезпечується високою якістю кам'яних матеріалів, застосуванням спеціальних цементів, влаштуванням дренуючих конструкцій, ізоляцією швів. Покриття цементобетонної дороги не піддається ямковому ремонту, тому в разі потреби дістатися до прокладених під дорогою комунальних або технічних мереж може знадобитися повна заміна всієї «розкритої» ділянки.
І основне: майже всі переваги бетонних покрить зводяться нанівець при недотриманні технологій на будь-якій стадії будівництва — якість матеріалів, проєктування та виробництво бетонної суміші, підготування основи, вкладання бетону (включно з правильно виконаними стиками й швами) і початкового догляду у перші тижні. Помилки та брак обходяться дуже дорого, оскільки ремонт бетонних покриттів набагато складніший, ніж асфальтобетонних.

### Розповсюдженість
При вищих початкових затратах на будівництво, цементобетонні покриття часто є вигіднішими завдяки довшому терміну служби та дешевшому обслуговуванню. Окрім того, зростання цін на нафтопродукти робить їх більш привабливими для довгострокових інвестицій. Вища ціна є причиною того, що такі покриття влаштовують переважно на дорогах високих категорій.
Попри ліпші показники міцності та витривалості, ніж у нежорсткого асфальтобетонного покриття, цементобетон всеж поступається йому за загальним кілометражем доріг. У США 20 % усіх міжштатних доріг мають цементобетонне покриття (10 882 км з 47 618 км станом на 2020 рік). В Німеччині 30 % автобанів мають бетонне покриття (близько 4 тис. км з 13 172 км станом на 2023 рік). У Китаї, за офіційними даними, 3 261 947 км доріг з жорстким покриттям. В Україні лише близько 1 % доріг мають цементобетонне покриття.

## Меморіальні відзнаки
У деяких містах світу встановлені меморіальні дошки для відзначення дат спорудження перших бетонних доріг. Місцеві уряди намагаються зберегти такі ділянки доріг чи вулиць, як історичні пам'ятки

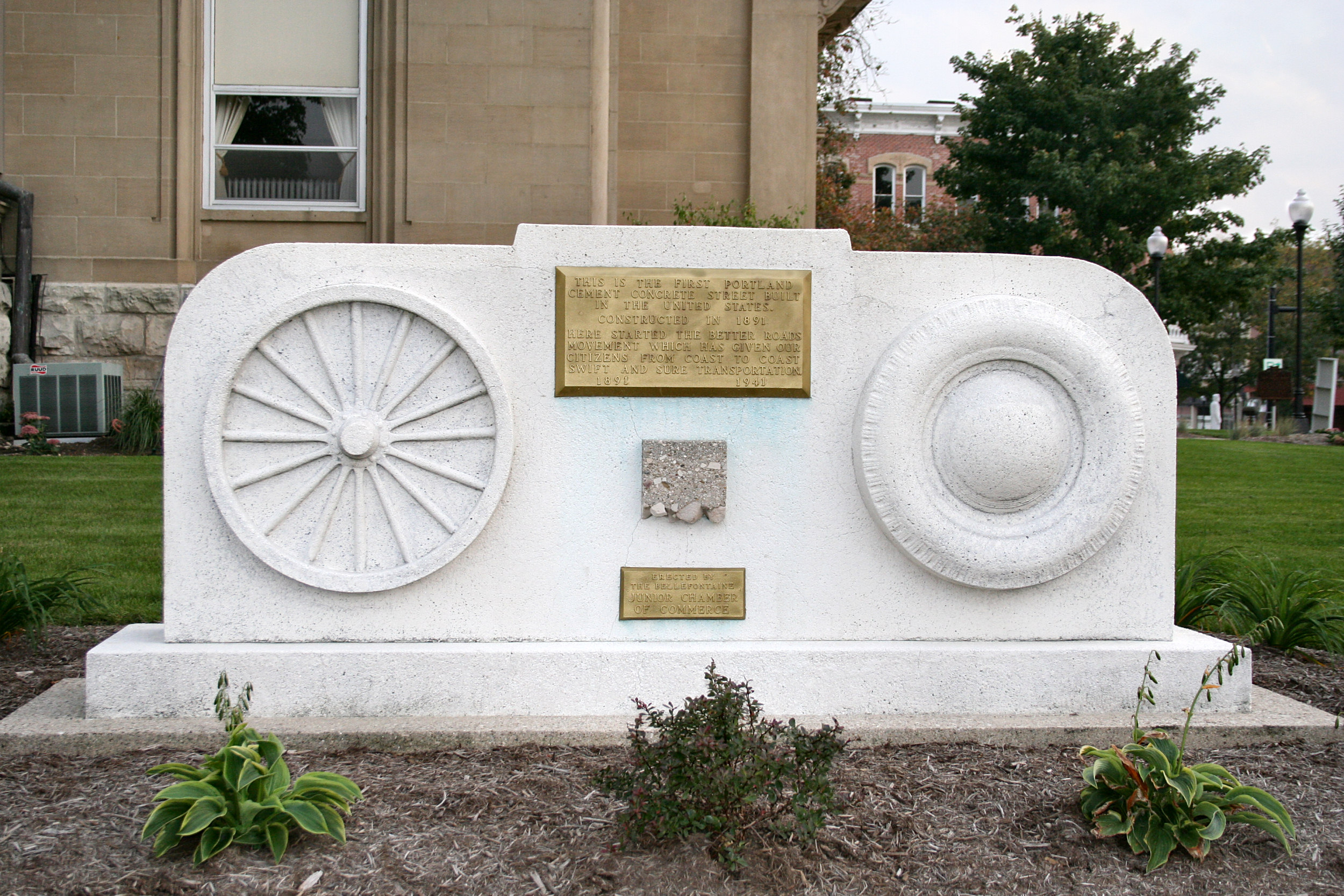
Монумент в честь першої бетонної вулиці у Бельфаунтен.
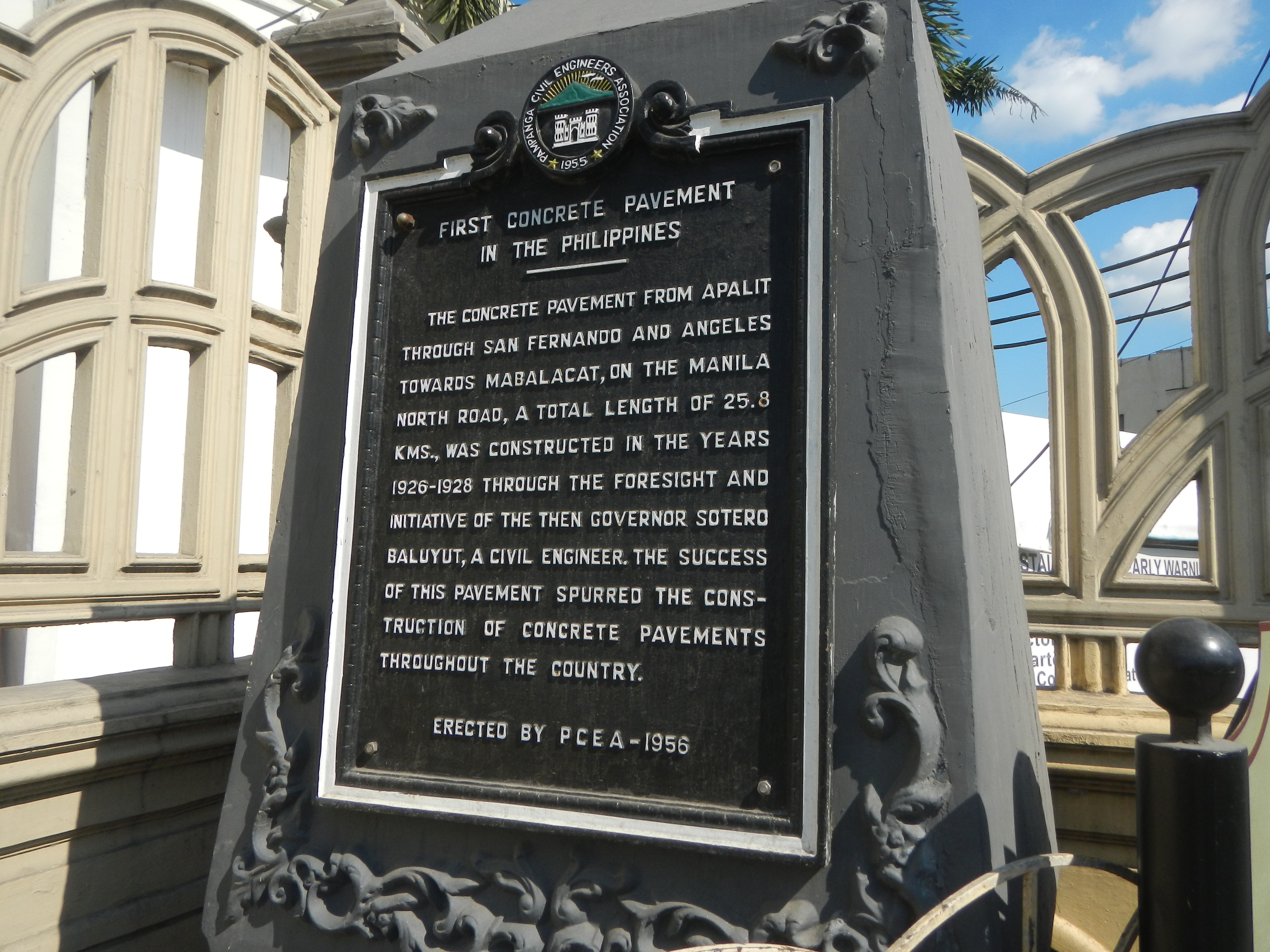
Сан-Фернандо (Ла-Уніон), Філіппіни. Перша бетонна дорога, споруджена у 1926—1928 роках.
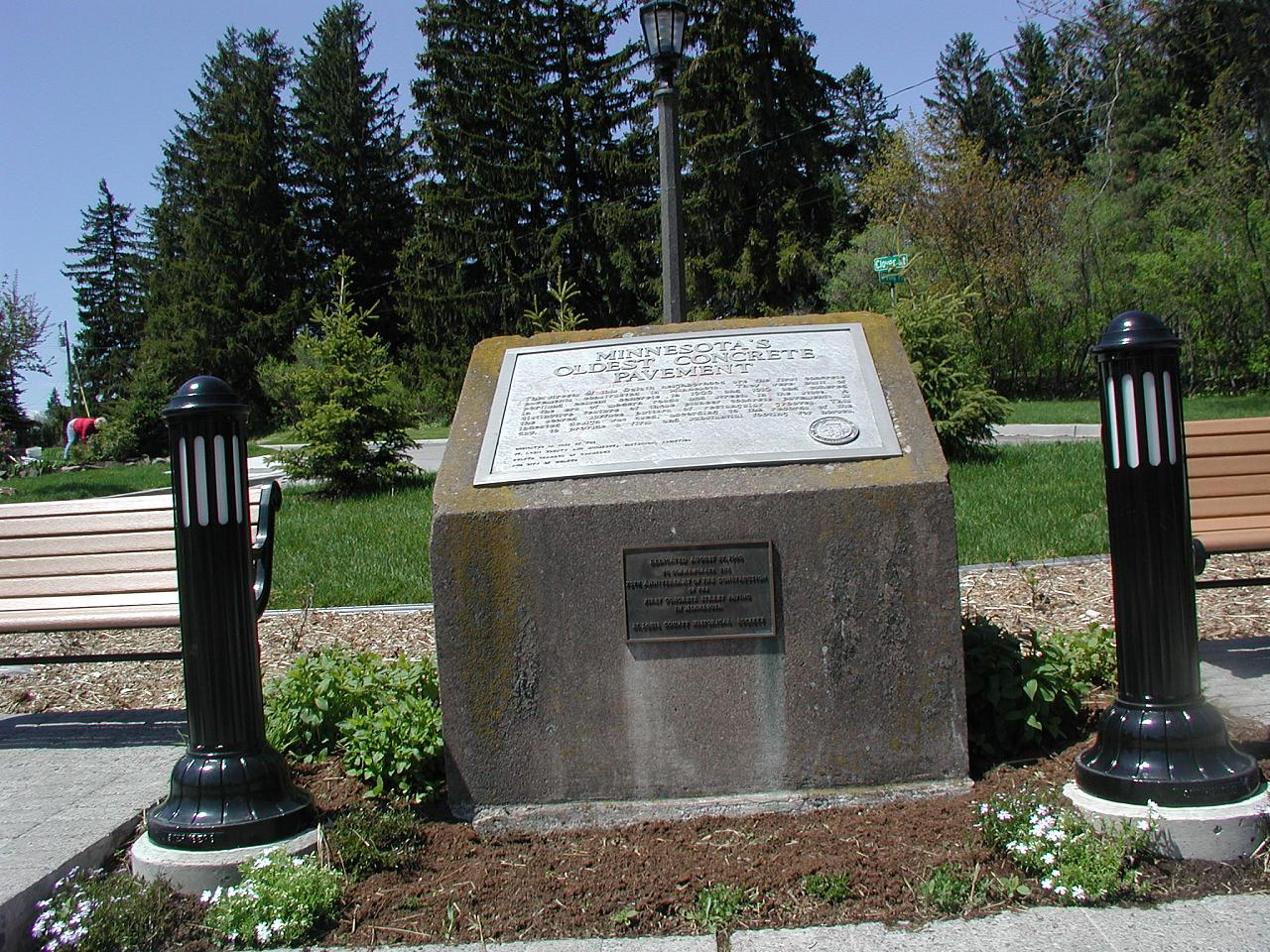
Дулут (Міннесота). Перша бетонна дорога, споруджена у 1909—1910 роках.
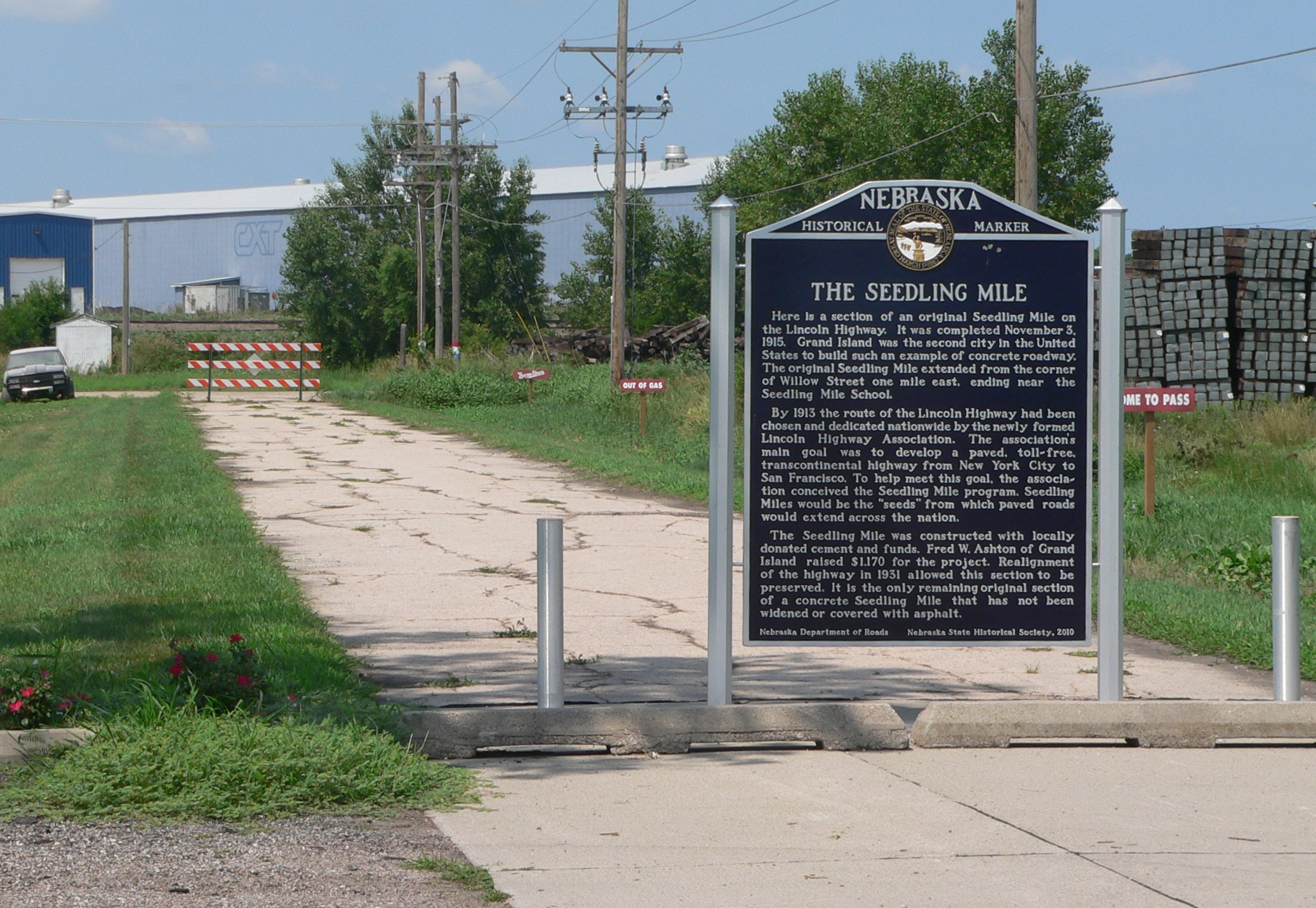
Гранд-Айленд (Небраска) Збережена ділянка дороги з програми Seedling Mile